# Tapetes turcos

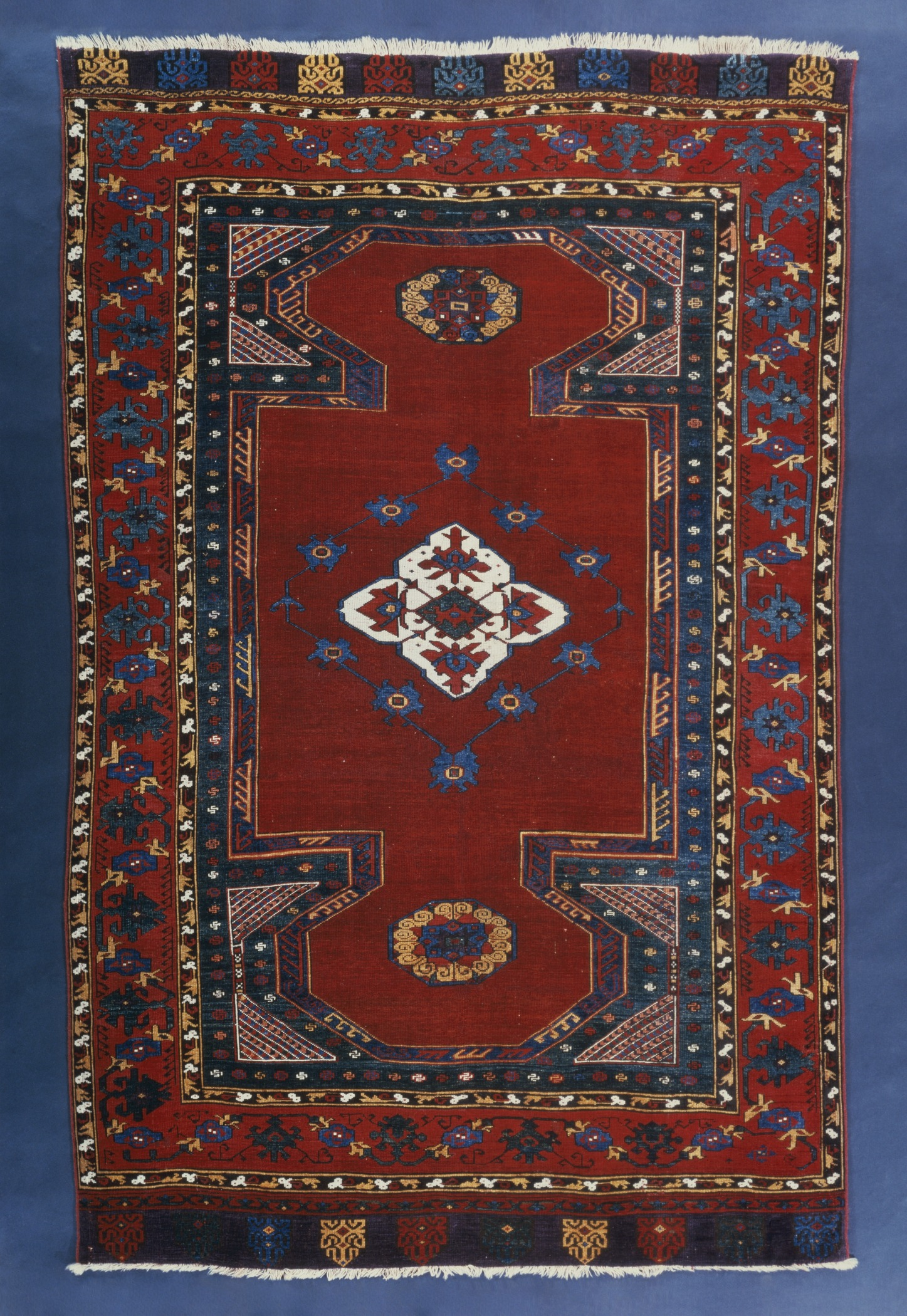
Tapete de nicho duplo turco, região de Cônia, por volta de 1750-1800. Museu de Arte do Condado de Los Angeles. LACMA M.2004.32

Tapete turco ou tapete da Anatólia é um termo de conveniência, comumente usado para designar tapetes tecidos na Anatólia (Ásia Menor) e em suas regiões adjacentes. Geograficamente, sua área de produção pode ser comparada com os territórios historicamente dominados pelo Império Otomano. Possui um tecido atado com fios e é produzido para uso doméstico, colocação em pisos ou paredes, venda local e também exportação. Juntamente com o kilim de tecido plano, os tapetes turcos representam uma parte essencial da cultura regional, hoje conhecida oficialmente como a cultura da Turquia, que é derivada do pluralismo étnico, religioso e cultural de um dos centros mais antigos da civilização humana. Essa mistura começou originalmente como resultado do encontro dos turcos e de sua cultura com as pessoas que estavam em seu caminho durante a migração da Ásia Central para o Ocidente, bem como com as tribos armênias, caucasianas e curdas que viveram ou migraram para a Anatólia em diferentes momentos da história, contribuíram com seus temas e ornamentos tradicionais. A chegada do Islã e o desenvolvimento da arte islâmica influenciaram profundamente o design dos tapete anatolianos. Seus ornamentos e padrões refletem a história política e a diversidade social da região. No entanto, pesquisas científicas ainda não puderam atribuir nenhuma característica específica de design a nenhuma tradição étnica ou regional específica, nem também diferenciar entre padrões de design nômade e camponês.
Dentro do grupo de tapetes orientais, os tapetes da Anatólia se distinguem pelas características particulares de seus corantes e cores, temas, texturas e técnicas. Os exemplos variam em tamanho; desde pequenos yastik até tapetes grandes, do tamanho de uma sala. Os exemplos mais antigos de tapetes da Anatólia datam do século XIII. Diferentes tipos de tapetes eram tecidos em fábricas e oficinas provinciais, casas de aldeia, assentamentos tribais ou em tendas de nômades. Os tapetes eram produzidos simultaneamente em todos os níveis da sociedade, principalmente com lã de ovelha, algodão e corantes naturais. Eles são frequentemente amarrados com nós simétricos, e eram tão amplamente utilizados na área que os comerciantes de tapetes ocidentais no início do século XX adotaram o termo de "turco" ou "guiordes" para essa técnica de nó. A partir de 1870, a corte otomana também fabricava tapetes de seda, às vezes com fios de ouro ou prata, mas o material tradicional da maioria das fiações de tapetes turcos era a lã natural tingida à mão.
Na Europa os tapetes turcos eram frequentemente retratados em pinturas renascentistas, geralmente em um contexto de dignidade, prestígio e luxo. Os contatos políticos e o comércio se intensificaram entre a Europa Ocidental e o mundo islâmico após o século XIII. Quando o comércio direto com o Império Otomano foi estabelecido durante o século XIV, todos os tipos de tapetes receberam indiscriminadamente a assinatura de tapetes "turcos", independentemente de seu local de fabricação real. Desde o final do século XIX, os tapetes orientais estão sujeitos ao interesse histórico e científico da arte no mundo ocidental.

## História

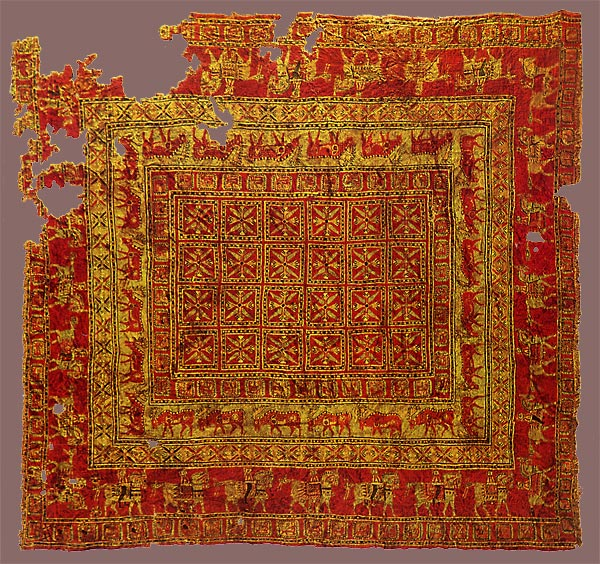
O tapete Pasyryk, do século V a.C., Museu do Hermitage (São Petersburgo)

A origem da tecelagem de tapetes permanece desconhecida, uma vez que os tapetes estão sujeitos a desgaste e destruição por insetos e roedores e uso. Surgiram controvérsias sobre a precisão da alegação de que os registros mais antigos de kilims de tecidos planos provêm das escavações de Çatalhöyük, datadas de aproximadamente 7 000 a.C. O relatório das escavadeiras permaneceu não confirmado, pois alegava que as pinturas nas paredes e os selos de argila para carimbar os figurinos, representando temas dos kilims, haviam se desintegrado logo após sua exposição.
O tapete mais antigo que se encontra preservado é o tapete Pasyryk, datado do século V a.C.. Sua fabricação é desconhecida, mas seu tecido atado fino e seu modelo finamente trabalhado são um espetáculo simétrico de arte na fabricação de tapetes, que alcançaram esse primeiro período com grande maturidade técnica e artística.
A história da tecelagem de tapetes na Anatólia deve ser entendida no contexto da história política e social do país. A Anatólia era o lar de civilizações antigas, como os hititas, os frígios, os assírios, os persas, os armênios, os gregos antigos e o Império Bizantino. A cidade de Bizâncio foi fundada no século VII a.C. pelos gregos, e declarada uma cidade romana em 303 pelo imperador romano Constantino I. A tecelagem de tapetes provavelmente já era conhecida na Anatólia durante esse tempo, mas hoje não há tapetes conhecidos que possam ser datados até aquele momento. Em 1071, os seljúcidas de Alparslano derrotaram o imperador bizantino Romano IV Diógenes na batalha de Manzicerta. Romano foi feito prisioneiro. Embora tenha sido estabelecido um tratado que estabeleceu uma fronteira semelhante à que já existia de facto, na prática os seljúcidas oguzes se estenderam pela Anatólia nos anos seguintes.

### Tapetes seljúcidas: relatos de viajantes e fragmentos de Cônia
No começo do século XIV, Marco Polo veio da Pérsia e viajou de Sivas para Caiseri, e escreveu em suas anotações de viagem:
| “ | ... te ibi fiunt Soriani te Tapeti pulchriores do mundo te pulchrioris color. "... e aqui eles fazem as mais belas sedas e tapetes do mundo, e com as mais belas cores". | ” |

Abulféda, citando Ibne Saíde Almagribi, refere-se à exportação de tapetes das cidades da Anatólia até o final do século XIII: "Aqui são fabricados tapetes turcomanos, exportados para todos os outros países". Ele e o comerciante marroquino Ibne Batuta mencionam Acsarai como um importante centro de tecelagem de tapetes no início e no meio do século XIV.
Os tapetes mais antigos sobreviventes foram encontrados em Cônia, Beyşehir e Fostate, e datam do século XIII. Esses tapetes do período do Sultanato de Rum turco, governados pela dinastia seljúcida, localizada na Anatólia (1243-1302), são considerados o primeiro grupo de tapetes da Anatólia. Oito fragmentos foram encontrados em 1905 por FR Martin, na mesquita de Alaedim a Cônia, quatro na mesquita de Eşrefoğlu a Beyşehir na província de Cônia por RM Riefstahl em 1925. Outros fragmentos foram encontrados em Fostate, hoje um subúrbio da cidade do Cairo.
A julgar pelo tamanho original — o historiador Riefstahl relata um tapete de até 6 metros de comprimento — os tapetes de Cônia devem ter sido produzidos em fábricas da cidade, pois teares desse tamanho dificilmente poderiam ter sido instalados em uma casa nômade ou de cidades. Onde exatamente esses tapetes foram tecidos é desconhecido. Os padrões de campo dos tapetes Cônia são principalmente geométricos e pequenos em relação ao tamanho do tapete. Padrões semelhantes são organizados em linhas diagonais: hexágonos com acompanhamento simples ou colado; praças cheias de estrelas, com cúficos interpostos como decoração; hexágonos de diamante compostos de losangos cheios de flores e folhas estilizadas. Suas bordas principais geralmente contêm ornamentos cúficos. Os cantos não são "resolvidos", o que significa que o design da aresta é cortado e não continua na diagonal perto dos cantos. As cores — azul, vermelho, verde e, em menor grau, também branco, marrom, amarelo são fracas, geralmente duas tonalidades da mesma cor se opõem. Quase todos os fragmentos de carpete mostram padrões e ornamentos diferentes. Os tapetes de Beyşehir estão intimamente relacionados aos de Cônia em termos de design e cor.
Em contraste com os "tapetes de animais" do período seguinte, raramente são vistas representações de animais em fragmentos desse estágio. Fileiras de quadrúpedes com chifres colocados de frente um para o outro ou próximos a uma árvore podem ser reconhecidas em alguns fragmentos. O estilo dos tapetes seljúcidas tem um paralelo entre a decoração arquitetônica das mesquitas contemporâneas, como as de Divriği, Sivas e Erzurum, e pode estar relacionado à arte bizantina. Os tapetes são preservados no Museu Mevlana em Cônia e no Museu de Arte Turca e Islâmica em Istambul.

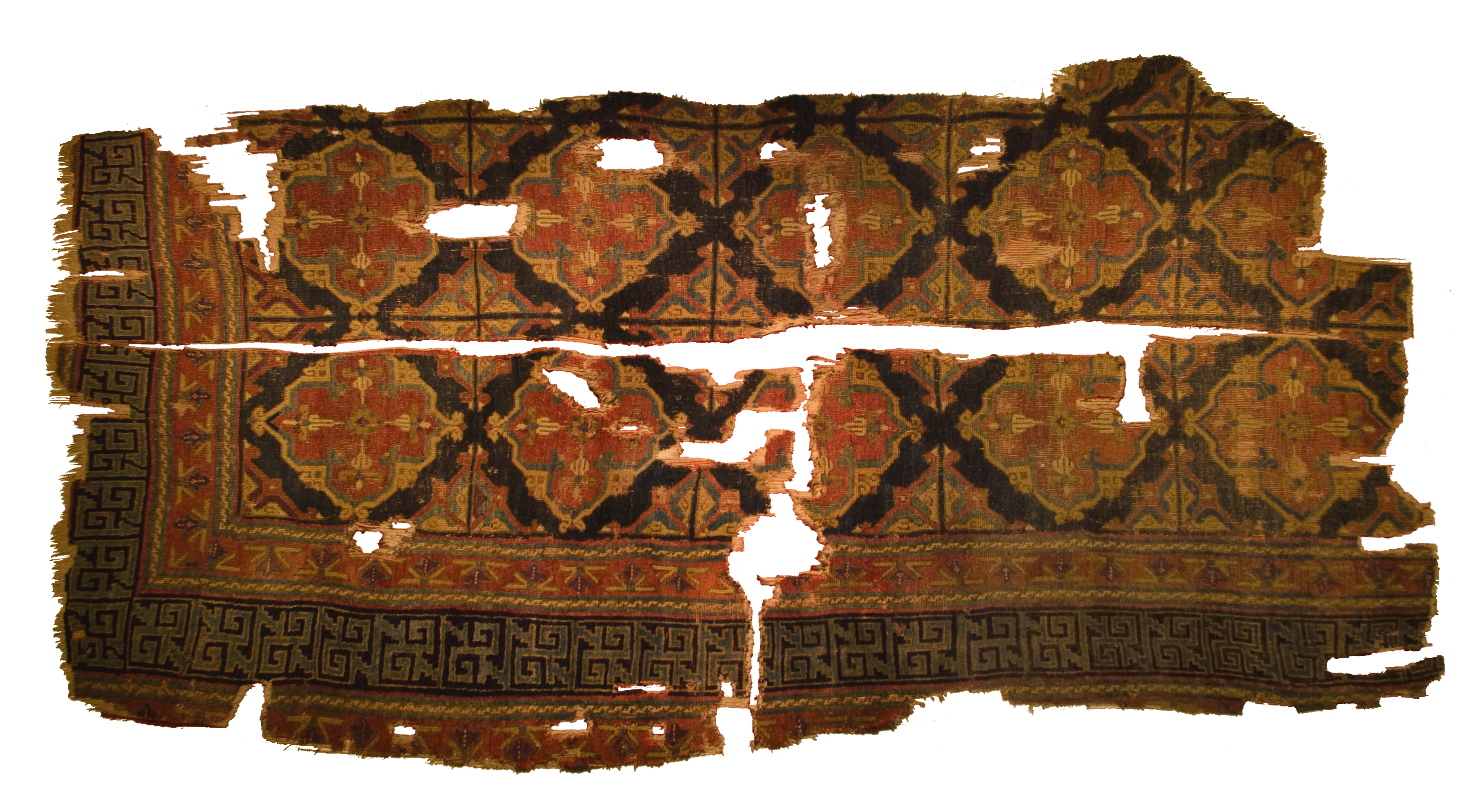
Fragmento de tapete da mesquita de Eşrefoğlu, Beysehir, Turquia. Período Seljúcida, século XIII.
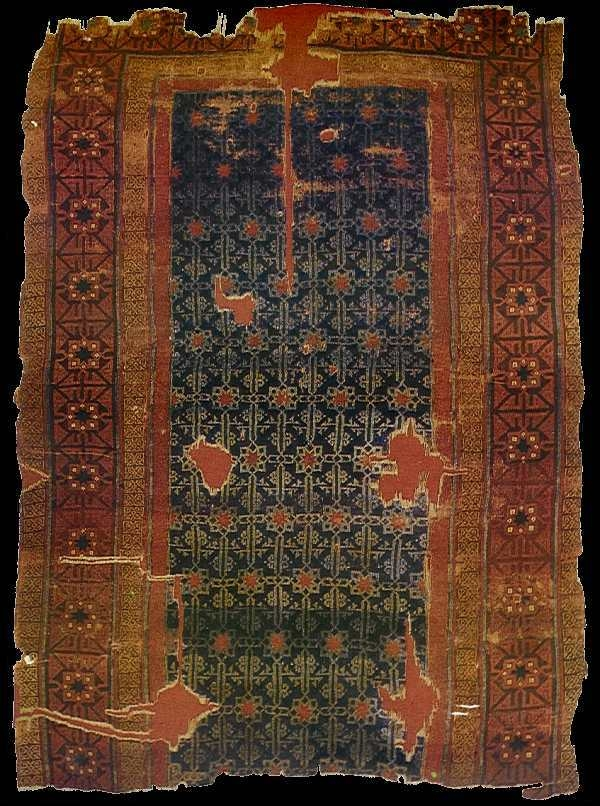
Tapete Seljúcida, 320 cm x 240 cm, da Mesquita de Aladim, Cônia, século XIII.
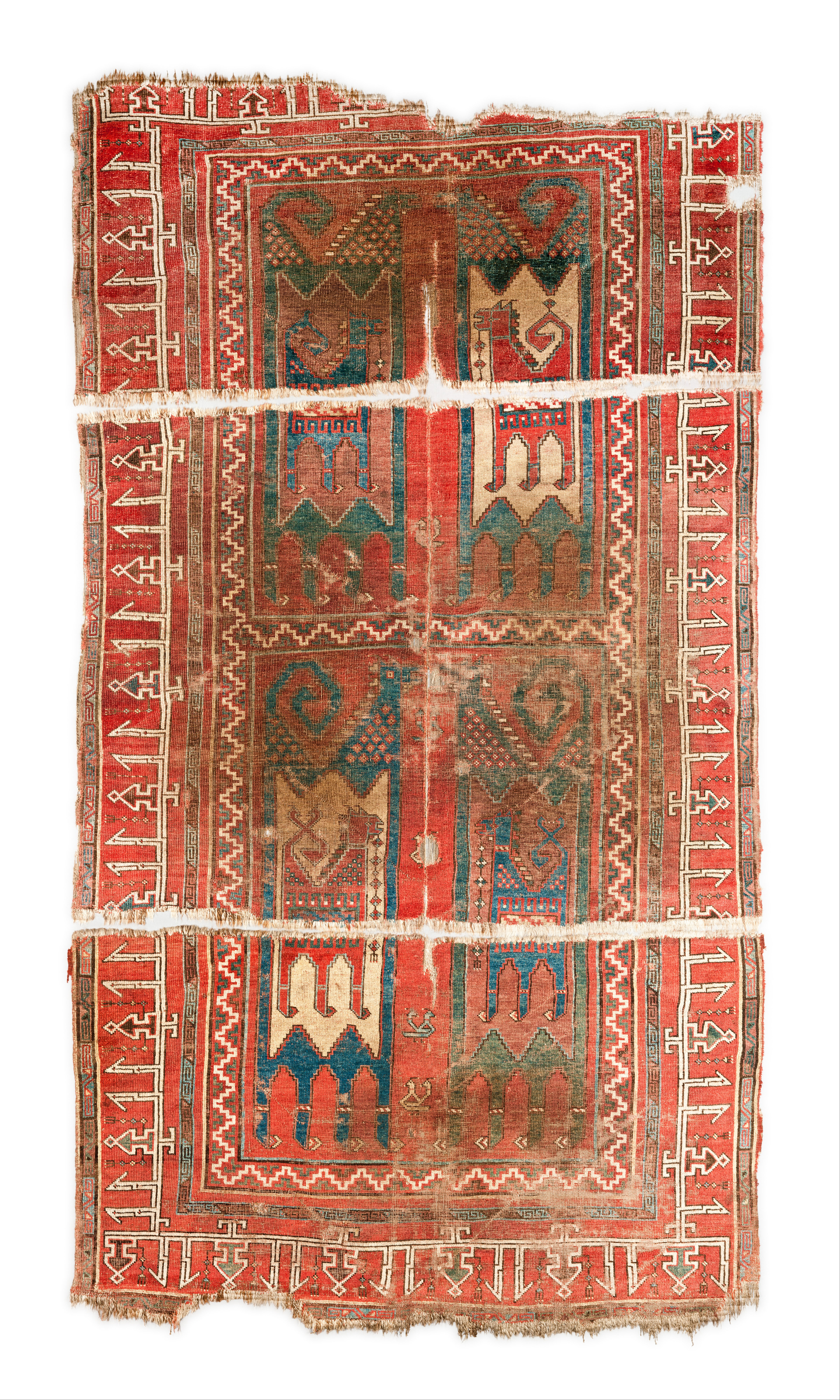
Tapete de animais, datado dos séculos XI—XIII, Museu de Arte Islâmica, Doha.

### Tapetes dos Beilhiques da Anatólia
No início do século XIII, o território da Anatólia foi invadido pelos mongóis. O enfraquecimento do Sultanato de Rum permitiu que as tribos turcomanas conhecidas como turcos oguzes se organizassem em pequenos emirados independentes, os beilhiques turcos da Anatólia. Estes foram posteriormente integrados ao Império Otomano pelos sultões Bajazeto I (1389-1402), Murade II (1421-1481), Maomé, o Conquistador (1451-1481) e Selim I (1512-1520).

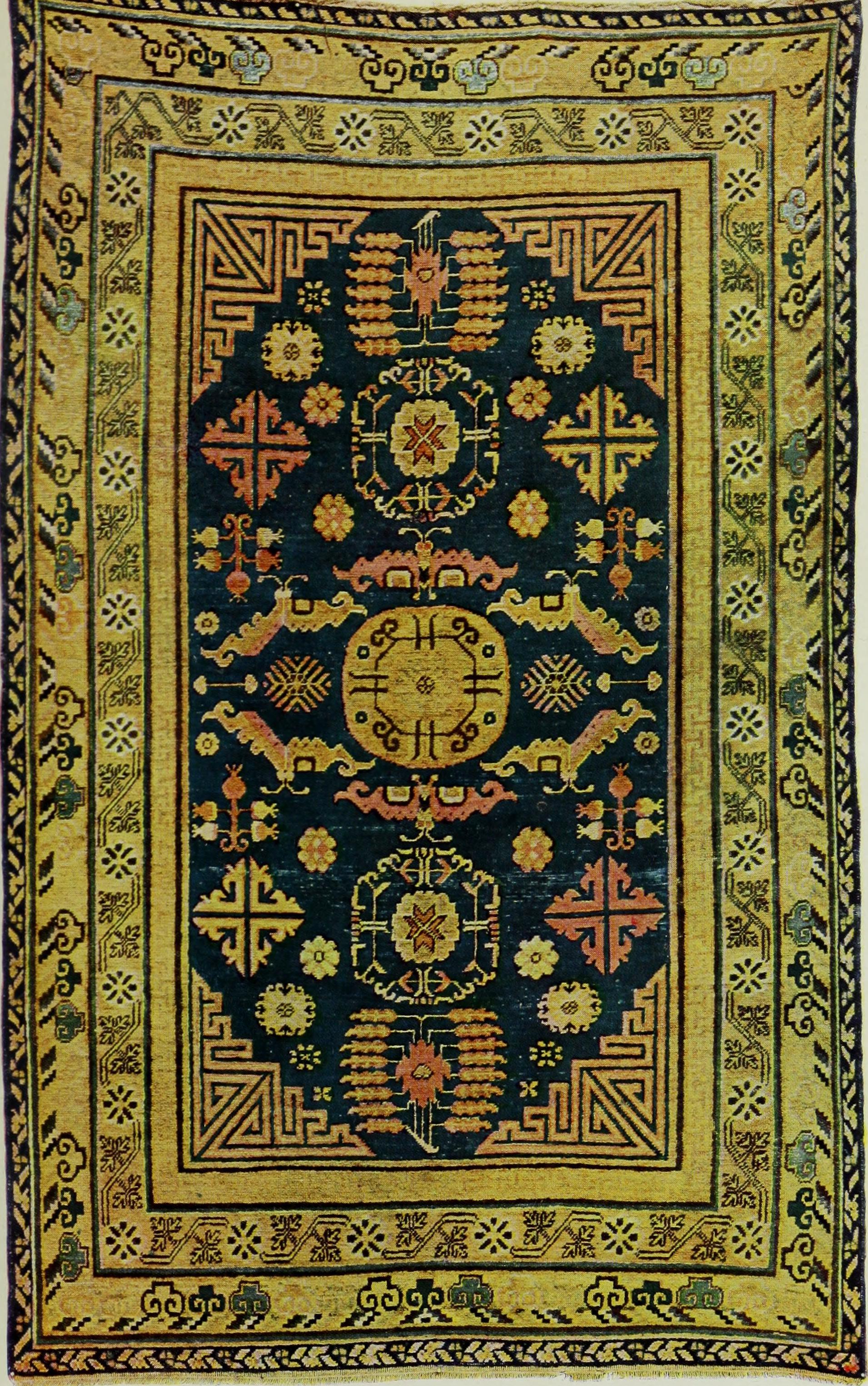
Tapete turcomano com três medalhões guls centrais

Fontes literárias como o Livro de Dede Korkut confirmam que as tribos turcomanas produziam tapetes na Anatólia. Os tipos de tapetes tecidos por beilhiques turcos permanecem desconhecidos, uma vez que não foram identificados. Uma das tribos turcomenas do grupo beilhique, o Tekeoğulları (Beilhique de Teque); eles se estabeleceram no sudoeste da Anatólia, no século XI, e retornaram ao mar Cáspio mais tarde.

#### Guls
As tribos Teke do Turquemenistão, que viveram em torno de Merve e Amu Dária durante o século XIX e o anterior, usavam um tipo diferente de tapete caracterizado por temas florais estilizados, chamados de "guls", em fileiras repetidas. Eram octogonais, e muitas vezes um tanto angulares em um plano geralmente octogonal, embora possam ser ligeiramente arredondadas dentro das limitações da tecelagem de carpetes, e algumas tenham a forma de um losango. Eles geralmente têm simetria rotacional dupla ou simetria de reflexão especular — geralmente esquerda/direita e para cima/para baixo. Nos tapetes turcomanos, os guls são repetidos para formar o padrão básico no campo principal, ou seja, excluindo a borda.

### Tapetes otomanos
Por volta de 1300, um grupo de tribos turquemenas sob Salomão Xá e Ertugrul se mudou para o oeste. Sob Osmã I, eles fundaram o Império Otomano no noroeste da Anatólia; Em 1326, os otomanos conquistaram Bursa, que se tornou a primeira capital do estado otomano. No final do século XV, o estado otomano era uma grande potência política e econômica. Em 1517, o Sultanato Mameluco do Egito foi demolido na guerra otomana-mameluca (1516-1517).
Solimão, o Magnífico, o décimo sultão (1520-1566), invadiu a Pérsia e forçou o xá persa Tamaspe I (r. 1524–1576) a mudar sua capital de Tabriz para Gasvim, até que a Paz de Amásia fosse acordada em 1555.
À medida que a influência política e econômica crescia no Império Otomano, Istambul se tornou um ponto de encontro para diplomatas, comerciantes e artistas. Durante o reinado de Suleiman, o Magnífico, artistas e artesãos de diferentes especialidades trabalharam juntos nas fábricas da corte (Ehl-y Hiref). A caligrafia e a pintura em miniatura dos manuscritos exerceram uma grande influência no design dos modelos de carpetes. Além de Istambul, Bursa, Iznik, Kütahya e Usak eram locais de fábricas de diferentes especialidades. Bursa ficou famosa por seus tecidos de seda e brocados, Iznik e Kütahya eram famosos por suas cerâmicas e azulejos, Uxaque, Gorden e Ladique por seus tapetes. A região de Usak, um dos centros de produção "cortesã" otomana, produziu alguns dos melhores tapetes do século XVI. Os tapetes de Holbein e Lotto foram tecidos nesse local. Os tapetes de veludo de seda com brocados dourados conhecidos como CATM estão associados à antiga capital otomana de Bursa, perto do mar de Mármara.

#### Tapetes com animais doséculo XV
Existem muito poucos tapetes que representem a transição entre os últimos períodos seljúcidas e os primeiros otomanos. Um tema tradicional chinês, a luta entre a fênix e o dragão, é visto em um tapete anatólico, hoje no Museu de Pérgamo, em Berlim, a datação por radiocarbono confirmou que o tapete foi tecido em meados do século XV, durante o início do Império Otomano. É tecido com nós simétricos. O tema chinês provavelmente foi introduzido na arte islâmica pelos mongóis no século XIII. Outro tapete que mostra dois medalhões com dois pássaros além de uma árvore foi encontrado na igreja sueca de Marby. Mais fragmentos foram encontrados em Fostate, hoje um subúrbio da cidade do Cairo.
Os tapetes Dragão e Fênix e Marby foram os únicos exemplares existentes de tapetes com animais da Anatólia conhecidos até 1988. Desde então, sete outros tapetes desse tipo foram encontrados. Eles sobreviveram em mosteiros tibetanos, com os monges que foram expulsos e fugiram para o Nepal durante a revolução cultural chinesa, um desses tapetes foi adquirido pelo Museu Metropolitano de Arte em Nova Iorque, que lembra uma pintura do artista da escola sienesa Gregorio di Cecco: O Casamento da Virgem Maria, 1423; mostra grandes animais de frente um para o outro, cada um com um pequeno animal dentro. Um tapete com medalhões de pássaros e árvores em série é mostrado na pintura de Sano di Pietro O Casamento da Virgem Maria (1448-1452).
Mais tapetes de animais foram retratados nas pinturas italianas dos séculos XIV e XV e, portanto, representam os primeiros tapetes orientais mostrados nas pinturas renascentistas. Embora apenas alguns exemplos dos primeiros tapetes da Anatólia tenham sobrevivido, as pinturas europeias informam sobre o conhecimento dos tapetes tingidos tardiamente e dos primeiros otomanos. No final do século XV, decorações com padrões geométricos se tornaram mais frequentes.

#### Tapetes de Holbein e de Lotto
Os tapetes Holbein recebem o nome de Hans Holbein, o Jovem, por causa de sua representação nas pinturas do Renascimento Europeu. De acordo com a distribuição e o tamanho de seus medalhões geométricos, é feita uma distinção entre os modelos de carpete Holbein "grandes" e "pequenos". O tipo pequeno de Holbein é caracterizado por pequenos octógonos, que geralmente incluem estrelas e são distribuídos em um campo de padrão regular, cercado por arabescos. O tipo grande de Holbein mostra dois ou três grandes medalhões, que geralmente incluem oito estrelas pontiagudas. Seu campo é frequentemente coberto com pequenos ornamentos florais. A decoração das bordas consiste em caracteres cúficos representados com maior ou menor precisão.
Os tapetes "grandes" poderiam ter sido fabricados em Pérgamo e os de "pequenos compartimentos" em Uxaque. O Museu de Artes Aplicadas de Viena, o Museu do Louvre em Paris e o Museu Metropolitano de Arte em Nova Iorque mantêm tapetes Usak.
Os tapetes Lotto mostram uma grade amarela de arabescos geométricos, com elementos cruciformes, octogonais ou em forma de diamante intercambiáveis. Exemplos mais antigos têm arestas cúficas. O campo é sempre vermelho e é coberto com folhas amarelas brilhantes em uma proporção subjacente de elementos octogonais ou rombiformes. São conhecidos tapetes de vários tamanhos de até 6 metros quadrados. O historiador Ellis, Charles Grant, distingue três grupos principais de design de tapetes Lotto: o estilo anatólio, o estilo kilim e o estilo ornamental.
Os tapetes Holbein e Lotto têm pouco em comum com as decorações e ornamentos vistos nos objetos de arte otomanos que não sejam os tapetes. Briggs demonstrou semelhanças entre os dois tipos de tapetes e tapeçarias tímidas retratadas em pinturas em miniatura. Ambos os tipos de tapetes podem representar uma tradição de design que remonta ao período da Dinastia Timúrida.

#### Tapetes Usak
Os tapetes Uxaque de estrelas eram tecidos em grandes formatos. Eles são caracterizados por grandes medalhões primários na forma de uma estrela azul escura em repetição infinita em um campo de terra vermelha que contém um pergaminho floral secundário. O design provavelmente foi influenciado pelos livros persas do noroeste, ou também pelos medalhões de tapete persas. Comparado ao tapete Uxaque de medalhão, o conceito de repetição infinita nos tapetes de estrela de Uxaque é mais acentuado e de acordo com a tradição do design primário turco. Devido à sua forte alusão à repetição infinita, o design em estrela de Uxaque pode ser usado em tapetes de vários tamanhos e em muitas dimensões variáveis.

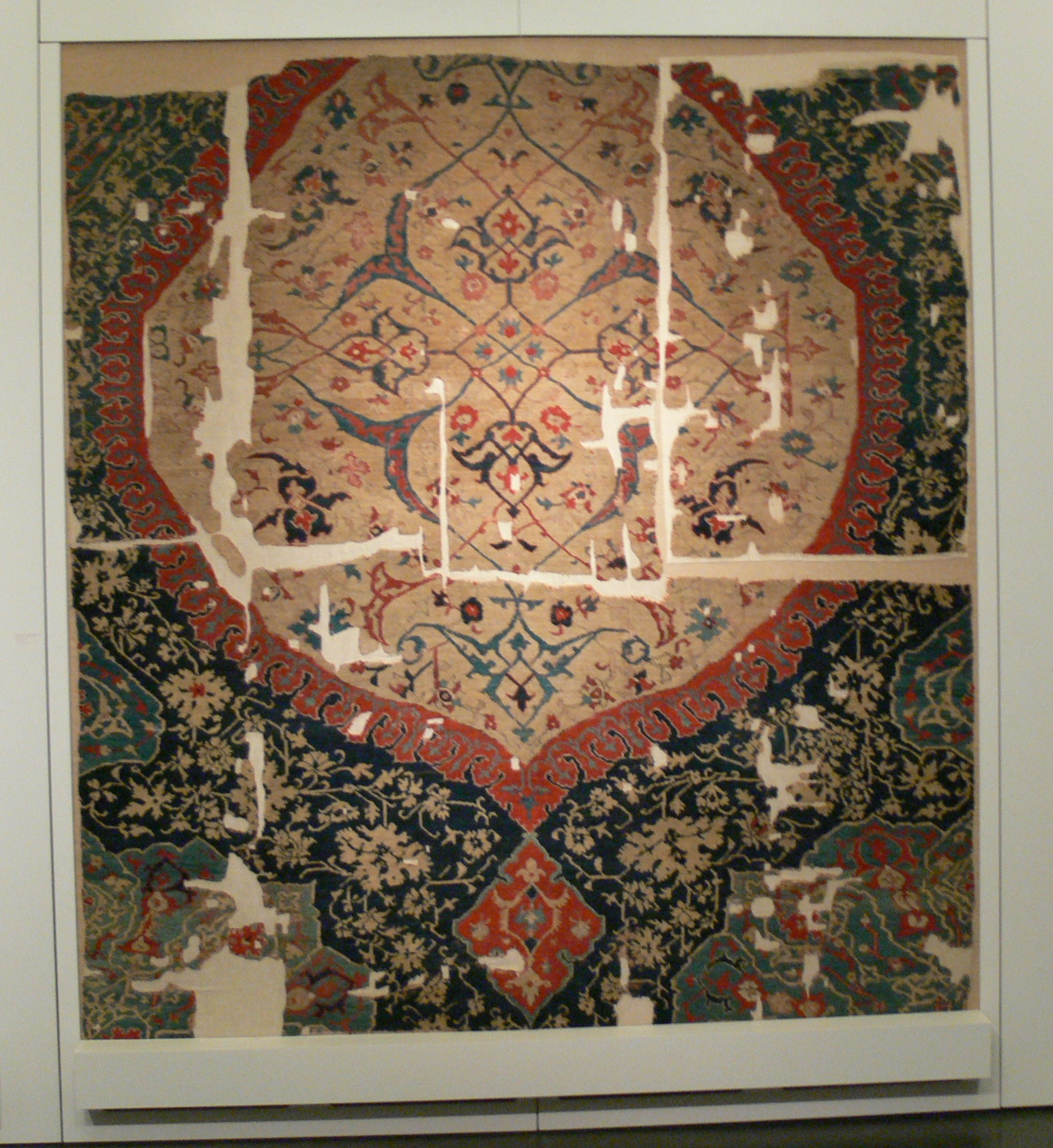
Fragmento de um tapete Uxaque de medalhão, ca. 1600. Museu de Pérgamo, Berlim

Os tapetes Usak de medalhão geralmente mostram um campo vermelho ou azul decorado com uma treliça floral ou foliar, medalhões primários ovoides que se alternam com estrelas de oito lobos menores ou medalhões lobados, entrelaçados com traçados florais. Sua borda frequentemente contém palmeiras em um pergaminho e folhas florais e caracteres pseudocoficos. Esses tipos de tapetes, com seus desenhos curvilíneos, partem significativamente dos desenhos dos tapetes turcos anteriores. Seu surgimento no século XVI sugere um impacto potencial dos desenhos persas. Como os turcos otomanos ocuparam a antiga capital persa de Tabriz na primeira metade do século XVI, eles podem ter conhecimento e acesso aos tapetes dos medalhões persas. Vários exemplos foram encontrados na Turquia desde cedo, como o tapete que Erdmann encontrou no Palácio de Topkapi. Os medalhões de tapetes Usak, no entanto, concebido como parte de uma repetição sem fim, representa uma ideia específica turca e diferente do entendimento persa de um medalhão central autônomo.
Estrelas e o medalhões nos tapetes Usak representaram uma inovação importante, pois neles os ornamentos florais aparecem nos tapetes turcos pela primeira vez. A substituição de ornamentos florais e de folhas por desenhos geométricos e a substituição de repetições infinitas por composições grandes e centralizadas de ornamentos foram citadas por Kurt Erdmann como a "revolução dos padrões".
O nicho duplo de Usak é outro pequeno grupo desses tapetes. Em seu design, os medalhões de canto foram colocados muito próximos, de modo a formar um nicho nas duas extremidades do tapete. Isso foi entendido como sendo um estilo de um tapete de oração, de modo que um pingente que parece uma lâmpada de mesquita é suspenso de um dos nichos. O esquema de design resultante se assemelha ao do medalhão persa clássico. Intuitivo contra o design dos tapetes de oração, alguns dos Usak de nicho duplo também têm medalhões centrais. Esse tipo de tapete pode fornecer um exemplo para a integração de padrões persas em uma antiga tradição de design da Anatólia.

#### Tapetes Selendi de fundo branco

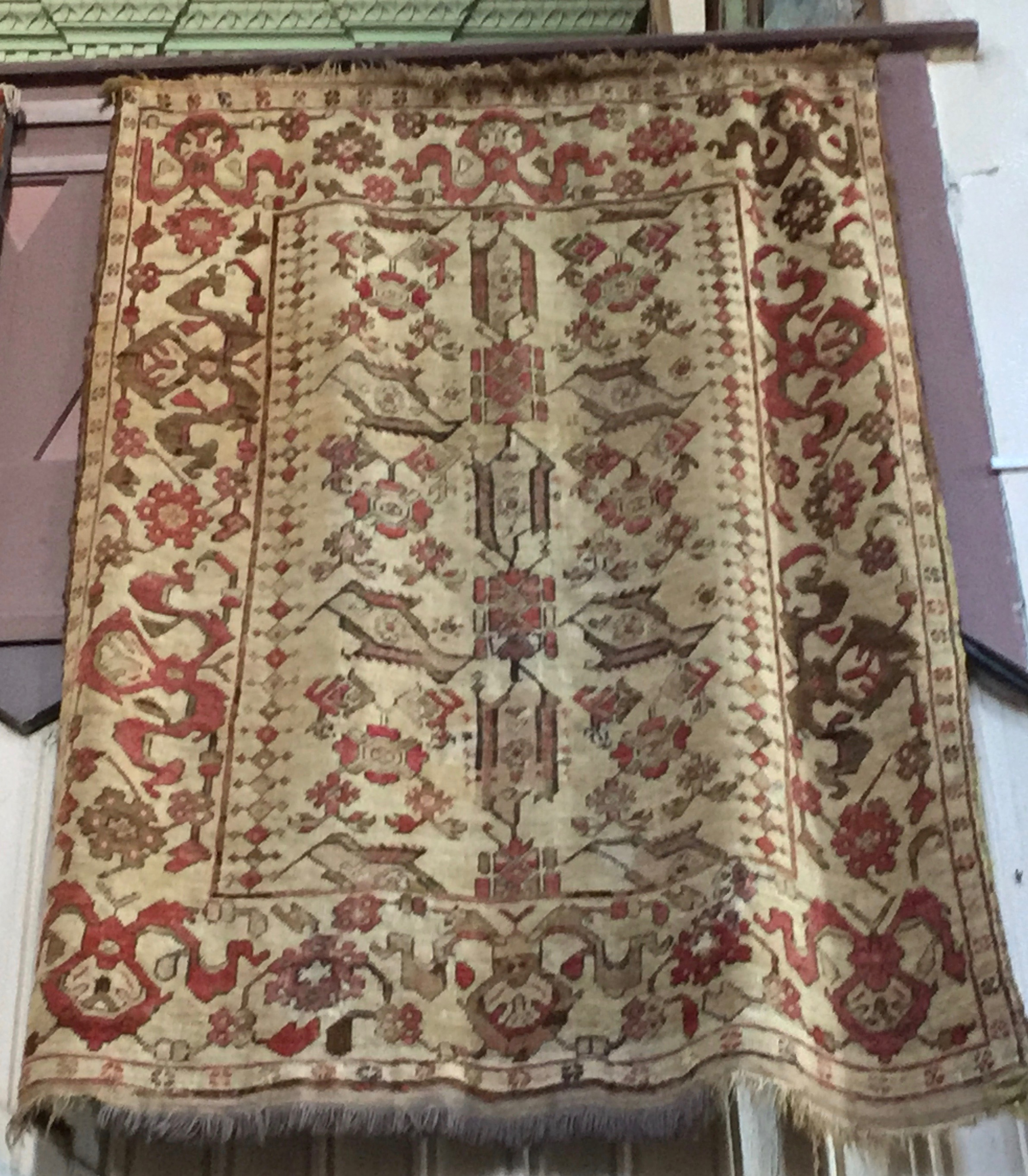
Tapete Selendi de fundo branco com decoração de pássaros. Mosteiro de Sighişoara, Romênia

Exemplares de tapetes também são conhecidos na área de Usak, cujos campos são cobertos por ornamentos como o tema Cintamani, feitos com três esferas coloridas dispostas em triângulos, geralmente com duas faixas onduladas colocadas sob cada triângulo das bolas. Este tema geralmente aparece em um fundo branco. Juntamente com os pássaros e um grupo muito pequeno dos chamados "tapetes de escorpião", eles formam um grupo conhecido como "tapetes de fundo branco". Os tapetes com pássaros têm um desenho de campo todo geométrico de quatrefolis repetidas que fecham uma roseta cada. Embora tenha um desenho geométrico, o padrão tem semelhanças com os desenhos das séries de pássaros. Os tapetes do grupo de piso ou fundo branco foram atribuídos à cidade vizinha de Selendi, de acordo com uma lista oficial de preços otomanos (defter) de 1640 que contém um "tapete branco com estampa de leopardo branca, da cidade de Selendi, perto de Usak".

#### Tapetes otomanos do Cairo

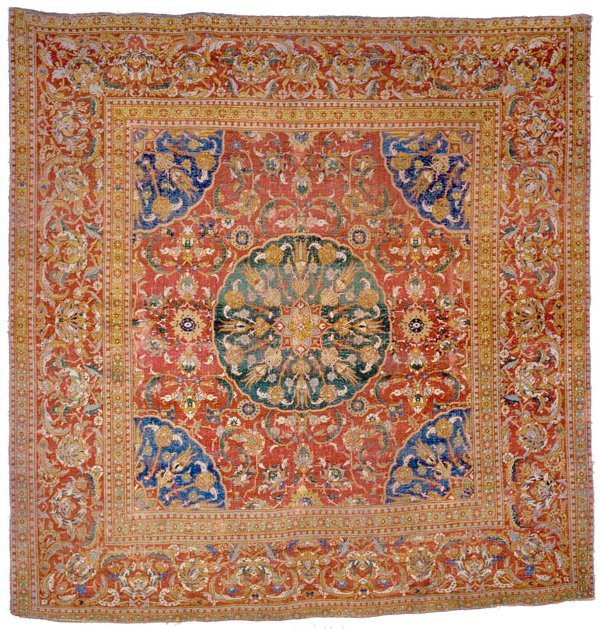
Tapete otomano, provavelmente do Cairo. Primeira parte do século VIII

Após a conquista otomana de 1517 do sultanato mameluco no Egito, duas culturas diferentes se fundiram e podem ser vistas nos tapetes mamelucos tecidos após essa data. A tradição anterior do tapete mameluco usava lã "S" (no sentido horário) e lã "Z" (no sentido anti-horário) e uma paleta limitada de cores e tons. Após a conquista, os tecelões do Cairo adotaram um design turco otomano. A produção desses tapetes continuou no Egito, e provavelmente também na Anatólia, no início do século XVII.

#### Tapetes da Transilvânia
A Transilvânia, na atual Romênia, fazia parte do Império Otomano de 1526 a 1699. Era um importante centro para o comércio de tapetes com a Europa. Eles também foram valorizados na Transilvânia, e os tapetes turcos foram usados como móveis decorativos nas igrejas protestantes cristãs. Entre outros, a Igreja Negra (Brașov) ainda possui uma grande variedade de tapetes da Anatólia. O nome "tapete da Transilvânia" é usado como um termo de conveniência para denotar uma herança cultural dos tapetes islâmicos dos séculos XV-XVII, principalmente de origem otomana, que foram preservados nas igrejas da Transilvânia. Sua preservação nas igrejas cristãs, por mais estranho que seja o cenário, tornou os tapetes protegidos contra o desgaste e as mudanças na história, e muitas vezes permaneceu em excelentes condições. Entre esses tapetes estão os bem conservados Holbein, Lotto e Uxaque e o Selendi de fundo branco.
O termo "tapete da Transilvânia" refere-se mais especificamente a quatro tipos diferentes de tapetes da Anatólia que sobreviveram na Transilvânia. O "tapete de oração", cujo desenho é caracterizado por um único nicho vermelho, esfoliação branca com um botão floral curvilíneo que ondula com vários tipos de botões e flores e bordas amarelo-ocre com desenhos curvilíneos. Os campos geralmente são ocres e às vezes vermelhos. Quase sempre está vazio de ornamentos adicionais, com exceção de pequenas decorações florais na borda ou, em vez disso, uma lâmpada de mesquita no topo do nicho. O próprio nicho mostra também desenhos conhecidos dos tapetes de oração otomanos da Anatólia: o ponto alto ou baixo do arco e com contornos serrilhados ou escalonados. Um tapete desse tipo é retratado na pintura de Pieter de Hooch do ano de 1663, Retrato de uma Família Tocando Música.
São conhecidos cerca de 100 tapetes com "duplo nicho da Transilvânia". Como regra, seu formato é pequeno, com bordas oblongas e angulares nos centros cheios de padrões florais estilizados, às vezes intercalados com rosetas ou cartuchos quebrados mais curtos. A primeira representação de tapetes com esse desenho de borda aparece nas pinturas da Holanda do início do século XVII, como em 1620 no Retrato de Abraham Graphaeus, de Cornelis de Vos e nos de Thomas de Keyser, Retrato de um Homem Desconhecido (1626) e Retrato de Constantijn Huyghens e seu Funcionário (1627), estão entre as primeiras pinturas que retratam tapetes do tipo de nicho duplo da Transilvânia.
A observação de que existem dois tipos diferentes de design de cantos paralelos não implica necessariamente que um tipo tenha se desenvolvido a partir do outro. Foi sugerido que o design de nicho duplo fosse desenvolvido a partir do design de um único local por reflexão simétrica ao longo de um eixo horizontal central. Frequentemente, medalhões centrais deste tipo contêm um ornamento central cruciforme. A cor do plano de fundo é amarelo, vermelho ou azul escuro.

#### Século XIX: estilo "Mecidi" e fabricação em Hereke

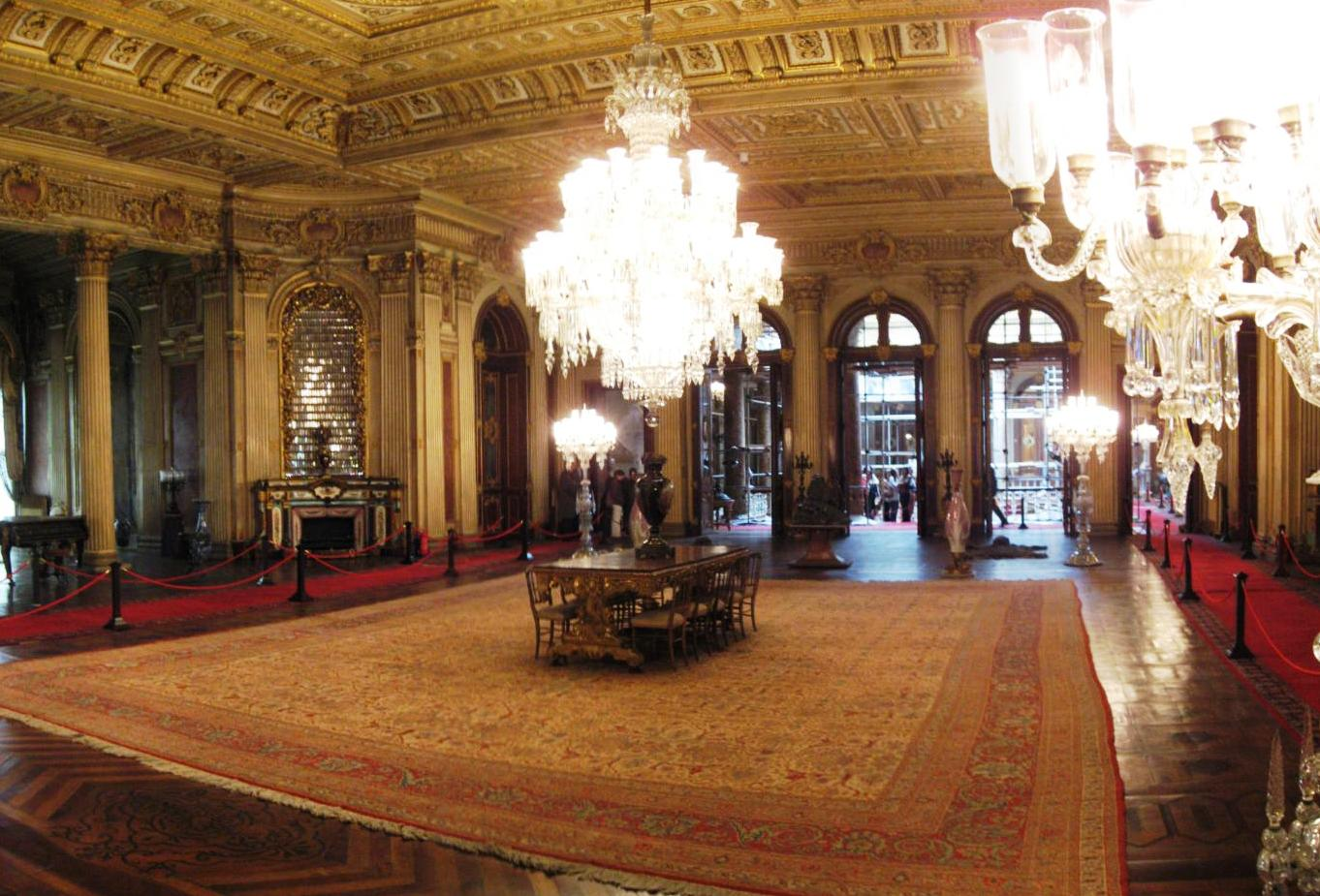
Tapete Hereke no salão do Palácio Dolmabahçe

No final do século XVIII, o estilo "barroco turco" ou "Mecidi" foi desenvolvido a partir de desenhos barrocos franceses. Os tapetes foram tecidos de acordo com os padrões da Savonnerie francesa e da tapeçaria de Aubusson. O sultão do Império Otomano Abdul Mejide I (1839-61) construiu o Palácio Dolmabahçe, inspirado no Palácio de Versalhes.
Uma oficina de tecelagem foi estabelecida em 1843 em Hereke, uma cidade costeira a 60 quilômetros de Istambul, na Baía de Izmit. Também fornecia aos palácios reais brocados de seda e outros tecidos. A Fábrica Imperial Hereke inicialmente incluía teares que produziam tecido de algodão. Brocados de seda, cortinas e estofados de veludo foram fabricados em uma oficina conhecida como "Kamhane". Em 1850, os teares de algodão foram transferidos para uma fábrica em Bakırköy, a oeste de Istambul, e os teares de jacquard foram instalados em Hereke. Embora nos primeiros anos a fábrica tenha produzido exclusivamente para os palácios otomanos, com o aumento da produção, os tecidos estavam disponíveis no Grande Bazar, na segunda metade do século XIX. Em 1878, um incêndio em uma fábrica causou grandes danos e não foi reaberto até 1882.
A fabricação de carpetes começou em Hereke, em 1891, e tecelões especializados foram contratados nos centros de Sivas, Manisa e Ladique. Os tapetes foram tecidos à mão e, nos primeiros anos, foram feitos para os palácios otomanos ou como presentes para os estadistas visitantes. Mais tarde, eles também foram tecidos para exportação. Em 1920, Hereke era o lar de uma escola de fabricação de tapetes administrada pelo estado. Mulheres e crianças muçulmanas e cristãs assistiram às aulas.
Os tapetes Hereke são, em regra, muito grandes, do tamanho de palácios, e são feitos com lã sobre algodão, pelos de camelo sobre algodão, seda sobre algodão e seda sobre seda; são atados em tamanho pequeno. A precisão de seus nós duplos (nós turcos ou guiordes) permite a visualização clara dos padrões, juntamente com as combinações de cores e padrões harmoniosos, que os tornam altamente colecionáveis. Por enquanto, os tapetes e tapeçarias de Hereke continuam sendo fabricados com os padrões tradicionais do sultão otomano Abdul Mejide I, assim como com os padrões tradicionais da Anatólia e os figurativos contemporâneos. Esses tapetes estão entre os melhores e mais valiosos exemplos de tapetes de tecido do mundo.

### História moderna: decadência e recuperação
A história moderna de tapetes e tapeçarias começou no século XIX, quando surgiu a crescente demanda por tapetes artesanais no mercado internacional. No entanto, o tapete tradicional tecido à mão e tingido naturalmente é um produto muito trabalhoso, pois cada etapa de sua fabricação requer um tempo considerável, desde a preparação, fiação, tingimento da lã até a instalação do tear, dando um nó cada nó da mão e acabamento do tapete para finalmente poder ir ao mercado. Na tentativa de economizar recursos e custos e maximizar os lucros para um ambiente de mercado competitivo, foram introduzidos corantes sintéticos, ferramentas de tecelagem não tradicionais, como tear mecânico e projetos padronizados. Isso levou a uma rápida quebra da tradição, que resultou na degeneração de uma arte que havia sido cultivada há séculos. O processo foi reconhecido pelos historiadores da arte em 1902. Até agora não se sabia exatamente quando esse processo de degeneração começou, mas isso foi observado principalmente desde a introdução em larga escala de cores sintéticas.
No final do século XX, a perda do patrimônio cultural foi reconhecida e a tradição começou a ser revivida. As iniciativas começaram com o objetivo de restaurar a antiga tradição de tecer tapetes à mão com lã tingida natural. O retorno ao tingimento e à tecelagem tradicional pelos produtores e o interesse renovado dos clientes por esses tecidos foi chamado por Eilland como o “Renascimento dos Tapetes”. Portanto, os tapetes da Anatólia ou da Turquia permanecem distinguíveis dos tapetes tecidos em outras regiões.

## Tecido dos tapetes: materiais, técnicas e processos

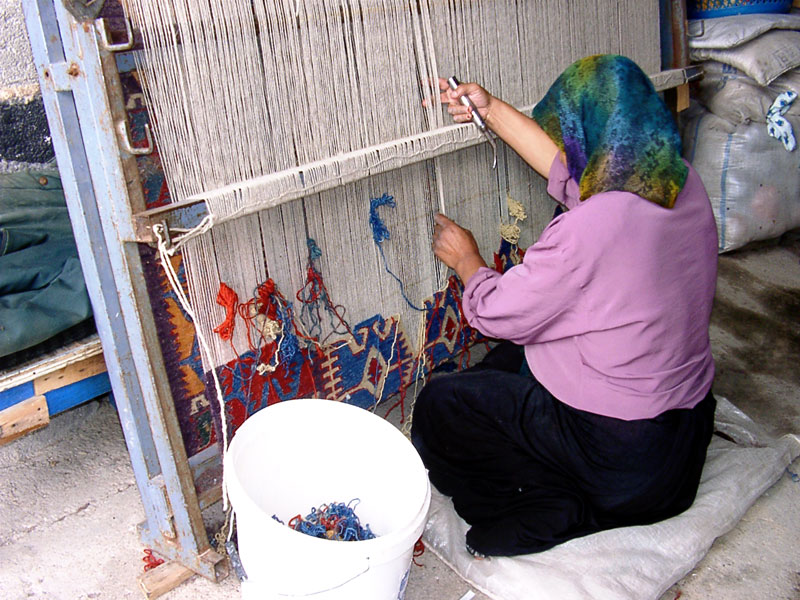
Tecelã de tapetes turcos em Cônia

Nos lares tradicionais, mulheres e meninas usam a tecelagem de tapetes e kilims como passatempo e também como meio de ganhar dinheiro. As mulheres aprendem suas habilidades de tricô muito jovens, precisando de semanas ou meses para completar os tapetes e kilims de tecidos planos criados para uso na vida cotidiana. Como é fato na maioria das culturas de tecidos, mulheres e meninas são tradicionalmente as tecelãs.

### Materiais
Apenas fibras naturais são usadas em tapetes artesanais. Os materiais mais comuns utilizados são lã, seda e algodão. Às vezes, caçadores e camponeses nômades também usam pelo de cabra e lã de camelo. Tradicionalmente, a fiação é feita à mão. Em seguida, várias linhas são dobradas para que o resultante seja forte o suficiente para ser usado na tecelagem.
A lã de ovelha é o material de pelos mais utilizado para a tecelagem de tapetes, pois é macio, durável, fácil de usar e não é muito caro. A lã não absorve a sujeira tão facilmente quanto o algodão, não reage eletrostaticamente e isola do calor e do frio. Essas propriedades não são tão pronunciadas em outras fibras naturais. As cores naturais da lã são branco, marrom, marrom amarelado, amarelo e cinza, às vezes são usadas diretamente, sem passar pelo processo de tingimento. Tradicionalmente, vários fios são girados e torcidos manualmente para obter resistência adicional e tingidos com corantes naturais, mas o fio também pode ser processado à máquina e tingido com cores sintéticas.
O algodão é usado principalmente nas tramas da base, dobras e carpetes. É mais forte que a lã e, quando usado como base, faz um tapete achatado no chão e não distorce tão facilmente quanto as cordas de lã. Alguns tecelões como os turcomenos também usam algodão para tecer pequenos detalhes brancos no tapete para criar contraste.
Lã sobre lã (lã de urdidura e trama de lã): este é o tipo mais tradicional de tapete da Anatólia. O tecido de carpete de lã remonta ainda mais e usa temas de design mais tradicionais que outras combinações. Para que a lã "não possa ser mais fina", a contagem de nós geralmente não é tão alta quanto a de um tapete de "lã em algodão" ou "seda em seda". A lã nos tapetes de lã é mais frequentemente atribuída à produção tribal ou nômade.
Lã em algodão (fios de dobra e trama de algodão): essa combinação específica facilita um padrão de design mais espesso do que o de um "tapete de lã sobre lã", pois o algodão pode girar pouco, permitindo um número maior de nós. Um tapete de "lã em algodão" é frequentemente indicativo de um tecelão de aldeia. Devido à sua maior densidade capilar, esses tapetes de algodão são mais pesados que os de lã.
Seda sobre seda (fios de seda em urdidura e trama de seda): os fios de seda tensionada permitem um tecido extremamente fino, a densidade pode ser de até 28 × 28 nós / cm². Como os fios de seda não são tão elásticos quanto os de lã, os tapetes de seda pura são mais delicados e usados mais como decoração de parede do que no chão. Esses tapetes e tapeçarias muito finos, tecidos intricadamente, geralmente não medem mais de 3 × 3 metros.

### Corantes e tingimento

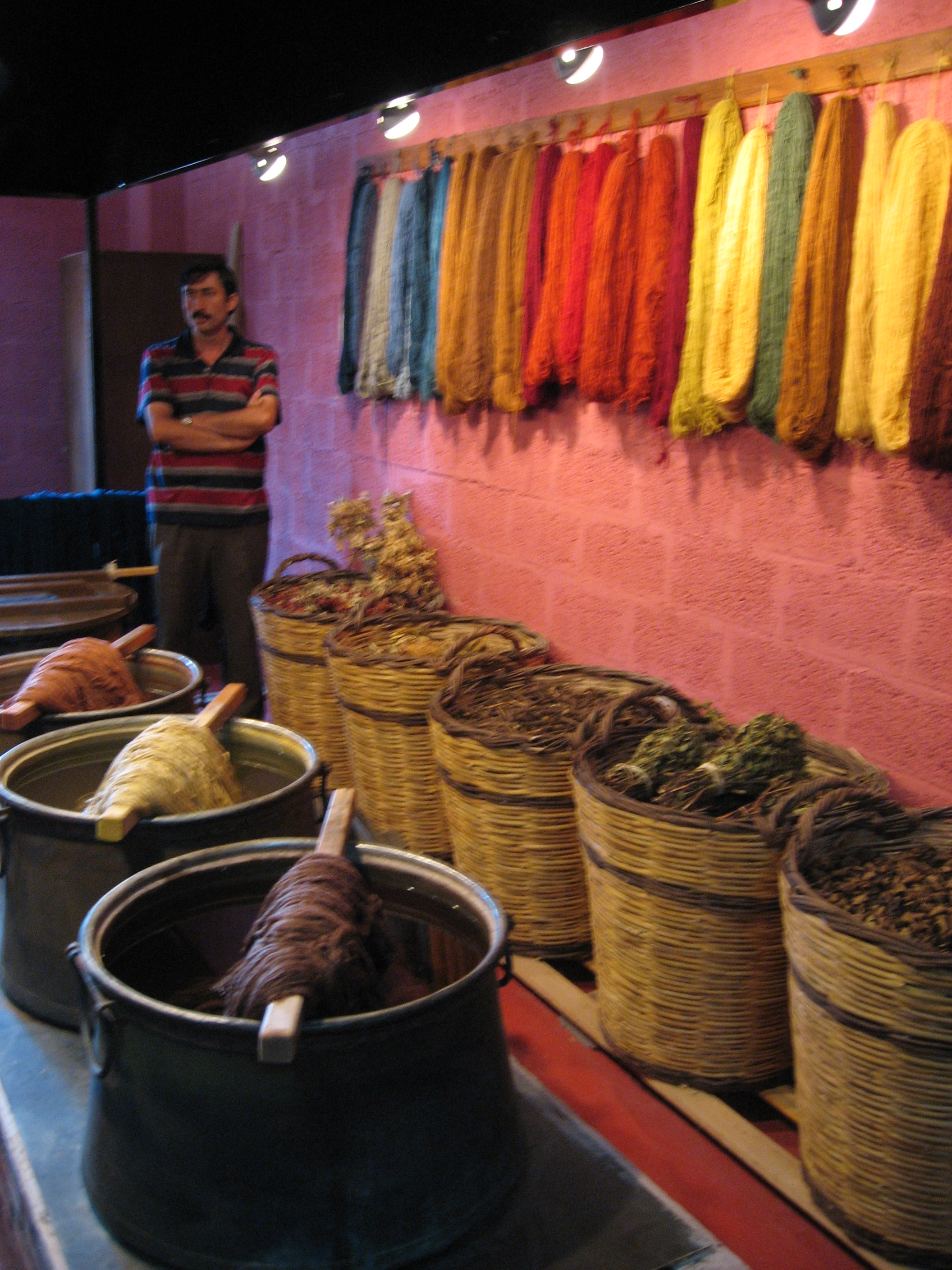
Lã tingida naturalmente na fabricação de tapetes turcos

Os corantes tradicionais usados nos tapetes da Anatólia são obtidos de plantas, insetos e minerais. Em 1856, o químico inglês William Perkin inventou o primeiro corante de anilina, o mauveïna. Uma variedade de outros corantes sintéticos foi inventada em seguida. A um bom preço, fácil de preparar e fácil de usar, em comparação com os corantes naturais, seu uso está documentado nos tapetes de Usak em meados da década de 1860. A tradição do corante natural foi revivida recentemente, a partir de análises químicas de corantes amostras naturais de lã velha e recreação experimental de receitas e processos de tingimento no início dos anos 80.
De acordo com essas análises, os corantes naturais usados nos tapetes da Anatólia incluem:
- Vermelho: de raízes Madder (Rubia tinctorium).
- Amarelo: de plantas, incluindo cebola (Allium cepa), várias espécies de camomila (Anthemis, Matricaria chamomilla) e Euphorbia.
- Preto: de galhas de carvalho, bolotas de carvalho, sumagre.
- Verde: por tingimento duplo com corante indiano e amarelo.
- Laranja: por tingimento duplo com corante vermelho e amarelo.
- Azul: índigo, obtido da Indigofera tinctoria.

O processo de tingimento consiste em preparar o fio para torná-lo suscetível a corantes adequados ou imersão em um mordente, mergulhe o fio na solução de tingimento e deixe secar exposto ao ar e à luz solar. Algumas cores, especialmente o marrom escuro, exigem mordentes de ferro, que podem danificar ou descolorir o tecido. Isso geralmente resulta em um desgaste mais rápido das áreas tingidas nas cores marrom escuro e pode criar um efeito de alívio nos antigos tapetes turcos. Com os corantes sintéticos modernos, quase todas as cores e sombras podem ser obtidas, por isso é quase impossível identificar, em um tapete acabado, se foram utilizados corantes naturais ou artificiais. Os tapetes modernos podem ser tecidos com cores sintéticas cuidadosamente selecionadas e fornecem valor artístico e utilitário.
O tapete anatólio ou turco é diferente dos tapetes de outras origens, pois faz um uso mais pronunciado das cores primárias. Os tapetes da Anatólia Ocidental preferem as cores vermelho e azul, enquanto a Anatólia Central usa mais vermelho e amarelo, com contrastes marcados em branco.

### Tecido e acabamento

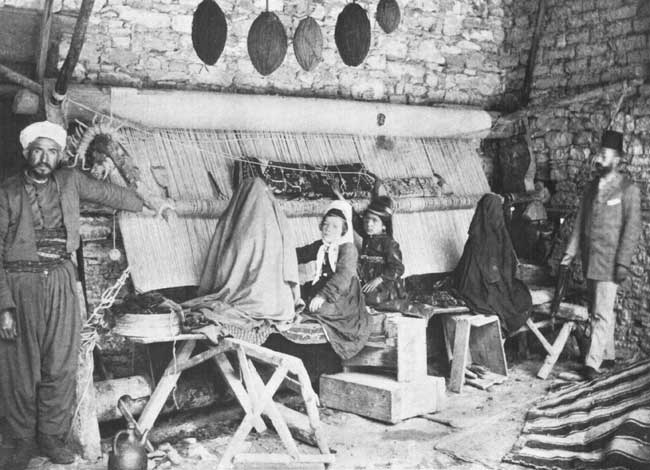
Tear turco com cilindro e alguns tecelões (1908)

É necessária uma variedade de ferramentas na construção de um tapete artesanal. Um tear, uma construção horizontal ou vertical estará disponível para montar as dobras verticais nas quais os nós da dobra são atados e uma ou mais tramas horizontais que são tecidas ("disparadas") após cada linha de nós para estabilizar ainda Mais a urdidura. As tramas podem ter manchas ou não, principalmente coloridas de vermelho ou azul.

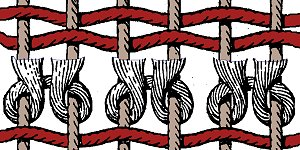
Nó turco simétrico

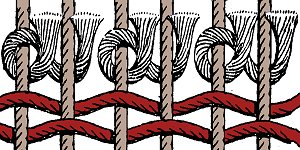
Nó persa assimétrico, aberto à direita

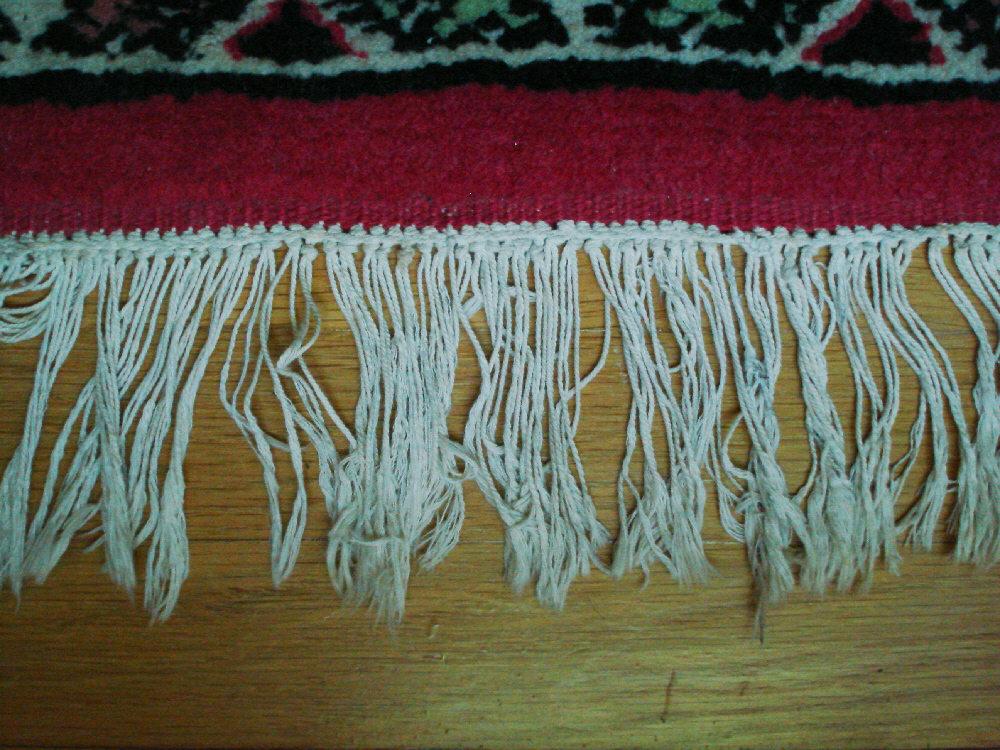
Extremidade de um kilim com franja

Os nós em geral são feitos à mão. A maioria dos tapetes da Anatólia usa o nó turco simétrico duplo. Cada nó é feito em duas dobras. Com esta forma de atar, cada extremidade da linha horizontal é parafusada em torno de duas linhas de urdidura em intervalos regulares, de modo que ambas as extremidades do nó fiquem entre duas linhas em um lado do tapete. A linha é esticada e cortada com uma faca. Depois de inserir uma linha de um fio fino de nós, uma ou duas linhas de tramas são tecidas, às vezes mais, e o tecido é compactado batendo com um pente pesado. Uma vez terminado, o tapete é cortado do tear. Os lados ou bordas são geralmente cobertos com lã. As arestas consistem em até dez fios de urdidura. Tapetes especialmente nômades e camponeses têm extremidades kilim de tecidos planos, que às vezes incluem sinais tribais tecidos de vilarejos ou famílias. Os cabelos do tapete são cortados com facas especiais para obter uma superfície igual. Em alguns tapetes, um efeito de alívio é obtido cortando-o de maneira desigual. Finalmente, o tapete é lavado antes do uso e passado ao mercado.
Os fios verticais dos tapetes turcos geralmente caem em uma direção, já que os nós são sempre cortados antes do corte da linha do fio e o trabalho é retomado no próximo nó, acumulando fileiras após fileiras de nós, uma por cima da outra. Ao tocar em um tapete, isso cria uma sensação semelhante a acariciar o pelo de um animal. Isso pode ser usado para determinar onde o tecelão começou a dar um nó. Os fios dos tapetes turcos geralmente tem entre 2 e 4 mm de espessura. Os tapetes nômades espessos, como os tapetes de Yörük, podem ter até 12 mm de espessura. Um tapete especial para camas chamado Yatak tem fios que podem atingir uma espessura de 20 a 25 mm.

## Origens e tradições dos padrões de tapetes turcos

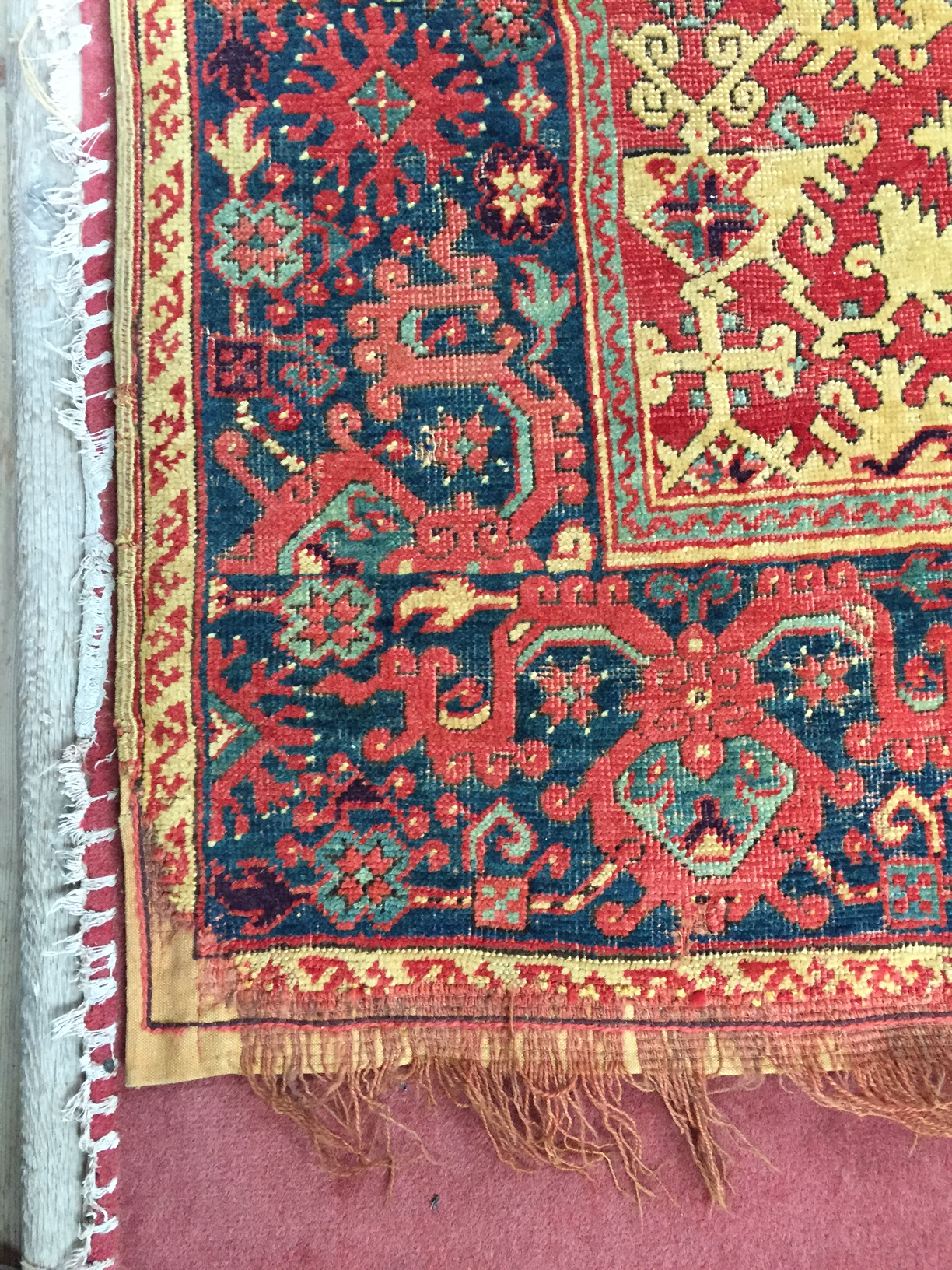
Detalhe de um "tapete Lotto" com uma borda de banda de nuvem. O ornamento deve ser de origem chinesa. Na maioria dos tapetes da Anatólia, as bordas não são resolvidas, ou seja, não continuam na diagonal

O design do tapete turco integra diferentes correntes de tradições. Os elementos específicos estão intimamente relacionados com a história dos povos turcos e sua interação com as culturas circundantes, em sua origem na Ásia Central, bem como durante sua migração, e na própria Anatólia. As influências culturais mais importantes vieram da cultura da China e do Islã. Os tapetes nas áreas de Bergama e Cônia são considerados os mais intimamente relacionados aos tapetes da Anatólia anteriores, e seu significado na história da arte agora é melhor compreendido.

### Tradições da Ásia Central
O princípio da história dos povos turcos na Ásia Central está intimamente relacionado à China. Os contatos entre os turcos e a China estão documentados desde o início da dinastia Han.
Em seu ensaio sobre desenhos centralizados, Thompson, relaciona o padrão do medalhão central, freqüentemente encontrado em tapetes turcos com os motivos "pedestal de lótus" e "pescoço de nuvem", usados na arte budista da Ásia, no retorno da dinastia Yuan. Recentemente, Brüggemann aprofundou a relação entre motivos chineses e turcos, como o ornamento da "banda da nuvem", cuja origem está relacionada à dinastia Han. O primeiro "tapete Dragão e Fênix" da Anatólia mostra outro tema da mitologia chinesa tradicional, a luta entre a fênix e o dragão.

### Tradições romano-helenísticas
Existem registros documentais de tapetes usados pelos gregos antigos. Homero escreve em Ilíada XVII, 350, que o corpo de Patroklos está coberto com um "tapete esplêndido". Nos livros VII e X da Odisseia, "tapetes" são mencionados. Plínio, o Velho, escreveu em Naturalis Historia VIII, 48, que os tapetes ("Polymita") foram inventados em Alexandria. Não se sabe se são tecidos planos ou de cabelo, pois informações técnicas detalhadas não podem ser obtidas nos textos.
Ateneu descreve tapetes luxuosos em sua Banquete dos Eruditos, escrita por volta do ano 230.
| “ | "E embaixo dele havia tapetes roxos espalhados com a melhor lã, com o padrão de tapetes de ambos os lados. E havia tapetes muito bem bordados muito bem feitos deles. (Livro V, p. 314)." [...] dormir na cama, deitado em um sofá com pés prateados, com um tapete macio de Sardes estendido sob a descrição mais cara".(Livro VI, p. 401) | ” |

Um tapete "com o padrão dos dois lados" pode ser um tapete liso. Se "púrpura" se refere à cor do tecido ou corante (se foi usado o roxo Tíria ou o vermelho mais grosso), é desconhecido. A cidade de Sardes está localizada no oeste da Anatólia, portanto, essa pode ser a referência mais antiga na produção de tapetes na região da Ásia Menor.

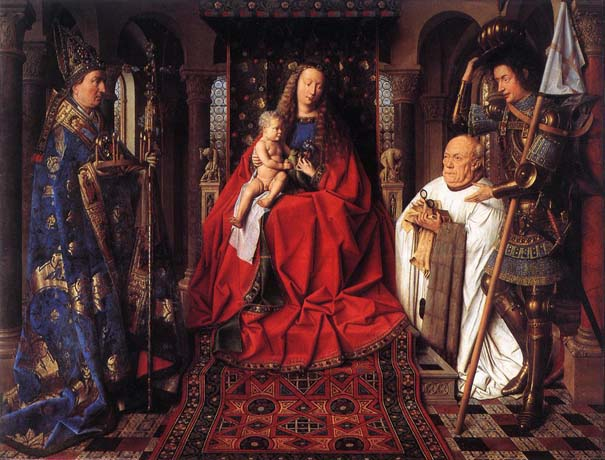
Virgem e o Menino com o Cónego van der Paele, de Jan van Eyck, na pintura, pode-se ver um tapete turco e um mosaico islâmico.

A Anatólia foi governada pelo República Romana a partir de 133 a.C. Os impérios romano oriental (bizantino) e sassânida coexistiram por mais de 400 anos. Artisticamente, ambos os impérios desenvolveram estilos decorativos e vocabulário semelhantes, como os mosaicos e a arquitetura de Antioquia romana.
Um padrão de tapete turco retratado por Jan van Eyck na pintura Virgem e o Menino com o Cónego van der Paele foi atribuído por Brüggemann no final das origens romanas e em relação aos primeiros pisos de mosaicos islâmicos encontrados no palácio de Hisham (Khirbat al-Màfjar).
Os elementos arquitetônicos vistos no complexo do palácio Hisham são considerados exemplares para a continuação dos projetos romanos pré-islâmicos na arte islâmica primitiva.

### Tradições islâmicas

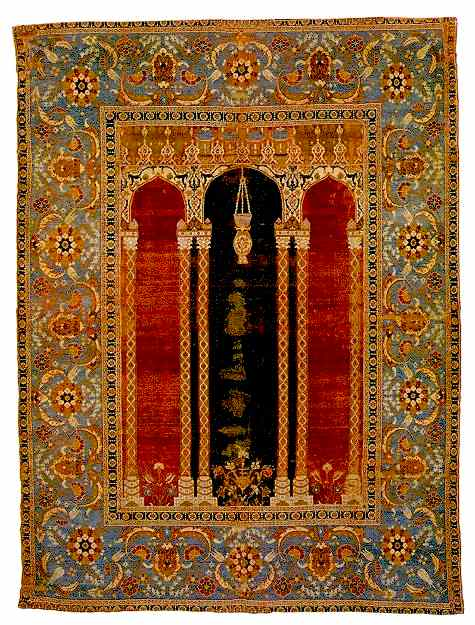
Tapete de oração de Bursa, final do século XVI, coleção de James F. Ballard

Quando os imigrantes turcos se mudaram da Ásia Central para a Anatólia, estavam emigrando principalmente por terras que já haviam adotado o Islã. A representação de animais ou humanos é proibida na tradição islâmica, que não distingue entre vida religiosa e vida profana. Desde a codificação do Alcorão por Uthman Ibn Affan em 651 AD / 19 AH e as reformas do Umayyad Abd al-Malik, a arte islâmica concentrou-se na escrita e no ornamento. As bordas dos tapetes da Anatólia geralmente contêm decorações derivadas da caligrafia islâmica. Como regra, essas arestas "cúficas" consistem em sequências lam-alif ou alif-lam em um padrão entrelaçado.

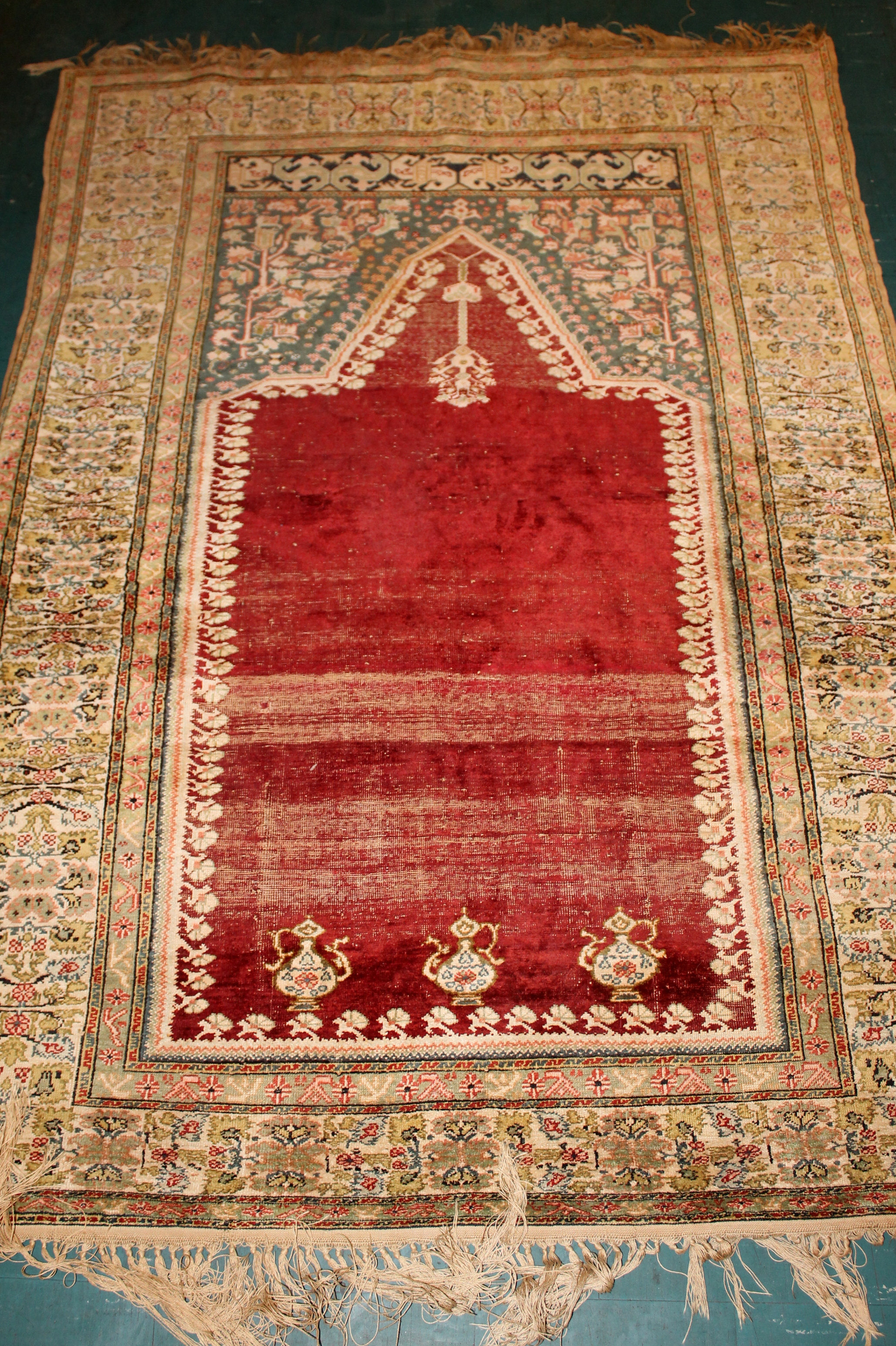
Tapete de oração de Caiseri, Anatólia

Os principais campos dos tapetes turcos são frequentemente preenchidos com padrões simples ou padrões de bloqueio redundantes em "repetição infinita". Portanto, o tapete representa uma seção de um padrão infinito, que se imagina continuar além de suas fronteiras. Tapetes anatólios do tipo de "Lotto" ou de "Holbein" são alguns daqueles que fornecem exemplos de padrões de campo de repetição infinito.
Um padrão islâmico específico é o padrão "mirabe" que define o "tapete de oração". O tipo mencionado acima é caracterizado por um nicho em uma extremidade, que representa o mirabe de cada mesquita, um ponto direcional para direcionar o devoto para Meca. O padrão mirabe nos tapetes turcos às vezes é modificado e pode consistir em um único nicho, duplicado verticalmente ou horizontalmente. Portanto, o padrão de nicho pode variar de um entendimento arquitetônico concreto a um design mais ornamental. Os tapetes de oração costumam ser tecidos "para trás", como é evidente quando a direção do fio é sentida ao tocar o tapete. Isso tem ambas as técnicas — o tecelão pode focar primeiro no design de nicho mais complicado — como razões práticas — as pontas dos fios na direção da prostração do adorador.

### Outras influências culturais

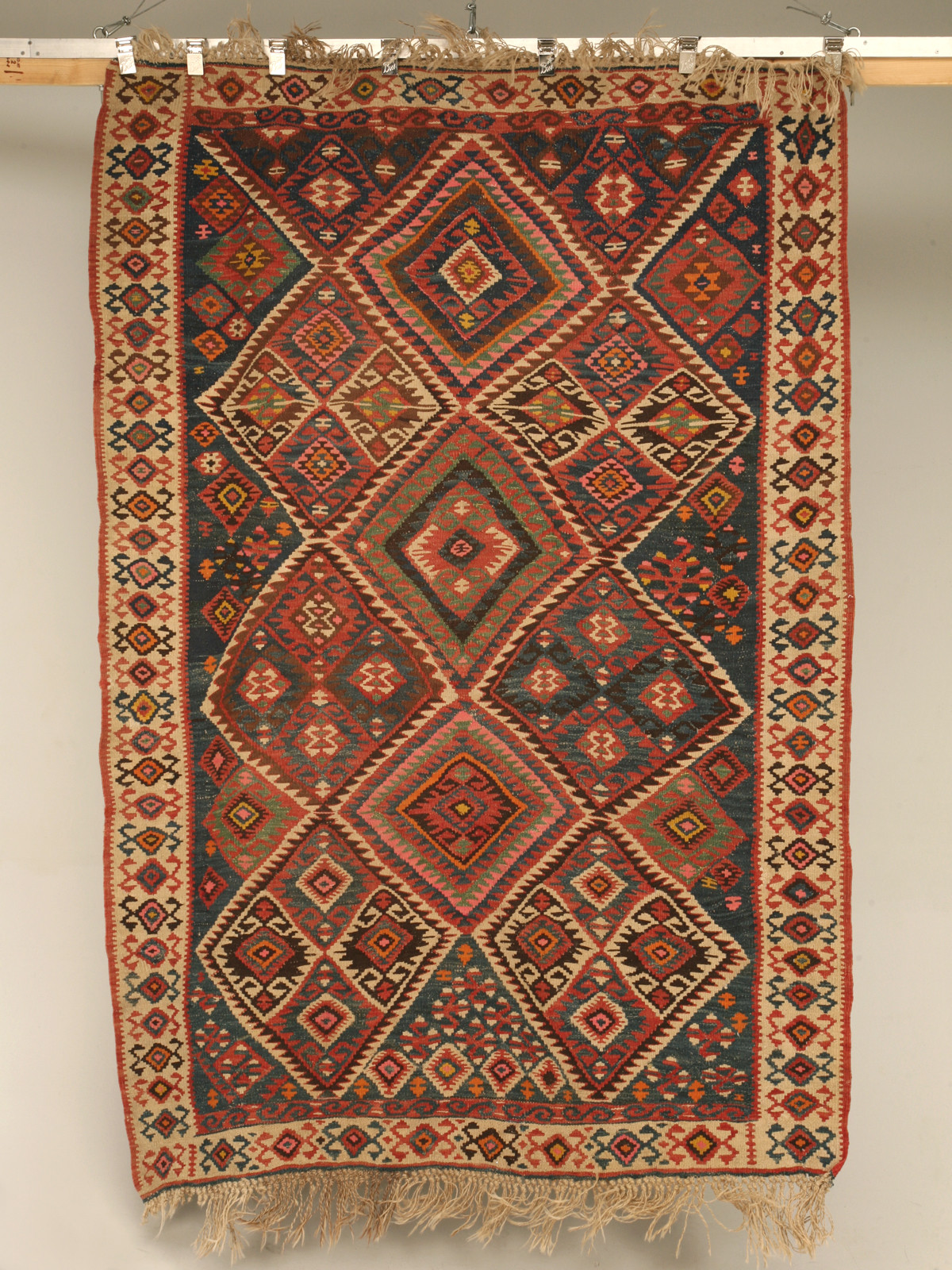
Kilim da Anatólia com padrão geométrico

As grandes formas geométricas são consideradas de origem caucasiana ou turcomana. A tradição caucasiana pode ter sido integrada pela migração de tribos turcas ou pelo contato com pessoas turquemenas que já moravam na Anatólia.
Um medalhão central consistindo em grandes padrões romboides concêntricos reduzidos com decorações de gancho de retenção está associado aos nômades Yörük da Anatólia. O nome Yürük em geral é dado aos nômades que o modo de vida mudou menos desde a sua origem na Ásia Central.
Na Anatólia, várias minorias étnicas mantiveram tradições separadas, por exemplo, gregos, armênios e curdos. Embora os gregos e armênios estivessem envolvidos na tecelagem e no comércio de tapetes no passado, os temas de design não foram claramente associados à sua diferente cultura cristã. Os tapetes curdos são discutidos com mais frequência junto com os persas.

## Contexto social

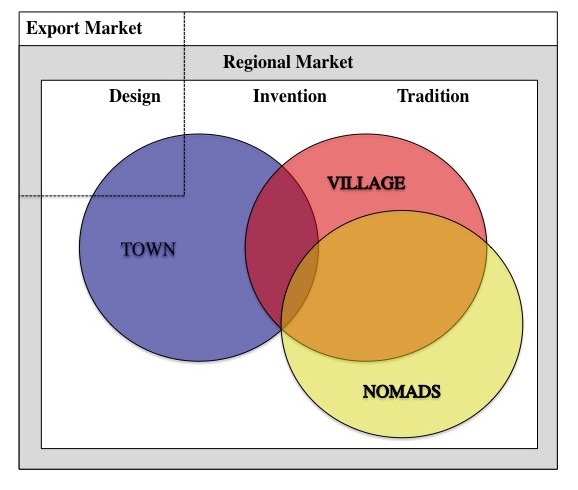
Interações culturais na produção tradicional de tapetes (em inglês)

Tapetes e tapeçarias foram produzidos simultaneamente por e para os quatro níveis sociais diferentes: a corte, a cidade, a vila rural e a tribo. eles os integraram à sua própria tradição artística através de um processo chamado estilização.

### Fabricação para a corte
Os tapetes representativos da "corte" eram tecidos por oficinas especiais, muitas vezes fundadas e protegidas pelo soberano, com a intenção de representar poder e Estado. Como tal, esses tapetes desenvolveram uma tradição de design específico influenciado pelas cortes dos impérios vizinhos. Os tapetes eram produzidos pelos artesãos da corte como ordens especiais ou para presentes de outros países. Seu design elaborado exigia uma divisão do trabalho entre um artista que criava um plano de desenho (em papelão) no papel e um tecelão ao qual era designado o plano para execução no tear. Portanto, artista e tecelão ficavam separados nesta modalidade do tapete da corte.

### Cidades e vilas de produção
Fábricas organizadas teciam tapetes nas manufaturas da cidade. Como regra geral, os fabricantes urbanos tinham uma gama mais ampla de padrões, ornamentos e desenhos desenvolvidos artisticamente que podiam ser executados por tecelões, a paleta de cores era rica e a técnica de tecelagem podia ser mais refinada devido ao acesso ao lã de alta qualidade e no trabalho de tecelões especializados. Formatos maiores podem ser produzidos em teares estacionários de formato maior. Os tapetes foram tecidos a partir de desenhos, utilizando material fornecido pelo fabricante. As fábricas da cidade também podiam aceitar pedidos de países estrangeiros e produzir tapetes para exportação.
Os tapetes produzidos nas aldeias eram frequentemente fabricados em casas individuais, mas, pelo menos em parte, eram comissionados e supervisionados por guildas ou fabricantes. A produção doméstica pode não exigir trabalho em tempo integral; isso pode ser feito quando o tempo do tecelão permitir, além de outras tarefas domésticas. Os tapetes das aldeias como utensílios domésticos essenciais faziam parte de uma tradição às vezes influenciada, mas essencialmente diferentes dos desenhos inventados da produção da oficina. Frequentemente, as mesquitas adquiriam tapetes rurais como presentes de caridade, que forneciam material de estudo. Os tapetes rurais raramente incluem algodão para urdiduras e tramas e quase nunca seda, uma vez que esses materiais deveriam ser comprados no mercado. pelo tecelão individual e era de alto custo. Os modelos e ornamentos dos tapetes de fabricação da quadra foram reproduzidos em oficinas menores (cidade ou vila). Esse processo está bem documentado para os tapetes de oração otomanos.
Como os projetos prototípicos da corte foram transmitidos para oficinas menores, e de uma geração para a outra, o projeto passou por um processo chamado estilização, que inclui, ao longo do tempo, séries de pequenas mudanças incrementais no projeto geral ou em detalhes de modelos e ornamentos menores. Como resultado, o protótipo pode ser modificado para um ponto quase irreconhecível. Inicialmente incompreendido como a "degeneração" de um design, o processo de estilização é agora considerado como um processo criativo genuíno, dentro de uma tradição distinta de design.

### Produção nômade e tribal

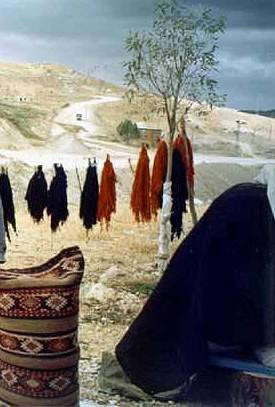
Lã tingida seca no pátio de um assentamento de Yörük. Em primeiro plano, um saco tecido

Com o fim do estilo de vida nômade tradicional na Anatólia e a consequente perda de tradições específicas, tornou-se difícil identificar um verdadeiro "tapete nômade". Grupos sociais ou étnicos conhecidos por seu estilo de vida nômade, como os Yörük ou os curdos na Turquia contemporânea, adquiriram estilos de vida sedentários. Alguns aspectos da tradição, como o uso de materiais, corantes, tecidos, técnicas ou desenhos de acabamento específicos, podem ter sido preservados, os quais podem ser identificados especificamente como nômades ou tribais.
Os critérios de uma produção nômade incluem:
- materiais incomuns, como urdiduras feitas de pelo de cabra ou lã de camelo;
- lã de alta qualidade com fios longos (nômades da Anatólia e Turquemenistão);
- montagem de pequeno formato para um tear horizontal;
- formato irregular devido ao reforço frequente do tear, o que resulta em tensão de urdidura irregular;
- abrasão acentuada — irregularidades dentro da mesma cor devido ao tingimento do fio em vários momentos diferentes;
- inclusão de tecidos planos nas extremidades.

Dentro do gênero de tecelagem de tapetes, as pessoas mais autênticas e os produtos nômades eram aqueles cujos tecidos eram feitos para atender às necessidades da comunidade, que não eram destinados à exportação ou ao comércio não local. Isso inclui bolsas e fronhas especializadas na Anatólia, que mostram desenhos adaptados das mais antigas tradições de tecelagem.

## Regiões

Regiões da Turquia

A Anatólia pode ser dividida em três áreas principais de produção de tapetes, centradas nas cidades e nos mercados locais, que muitas vezes dão nome aos tapetes produzidos nos arredores. As Anatólias Ocidental, Central e Oriental tem diferentes tradições de tecelagem. No entanto, tapetes produzidos comercialmente são frequentemente tecidos independentemente das tradições locais de design. O uso preferido de diferentes materiais e corantes, bem como os desenhos característicos, às vezes permitem uma atribuição mais específica de um tapete a uma das três regiões ou em um local de tecido mais específico. As cores mais comuns usadas na Anatólia Ocidental são azul e vermelho, enquanto a Anatólia Central usam-se vermelho e amarelo. Os contrastes agudos ficam com a lã branca.

### Características técnicas regionais
|                               | Anatólia Ocidental                                                            | Anatólia Central                                        | Anatólia Oriental                                                |
| ----------------------------- | ----------------------------------------------------------------------------- | ------------------------------------------------------- | ---------------------------------------------------------------- |
| Urdidura                      | lã branca                                                                     | lã, principalmente branca, às vezes marrom              | lã e pelo de cabra, branca e marrom                              |
| Trama                         | lã tingida de vermelho, às vezes marrom e branca                              | lã, marrom, branca, tingida de vermelho ou amarelo      | lã, principalmente marrom, às vezes tingida de azul              |
| Número de quadros             | 2-4 ou mais                                                                   | 2-4 ou mais                                             | 2-4 ou mais                                                      |
| Cordas de urdidura em camadas | nenhuma                                                                       | às vezes                                                | nenhuma                                                          |
| Bordas                        | molduras dobradas para trás, principalmente vermelhas, às vezes de mais cores | trama dobrada para trás, vermelho, amarelo e mais cores | trama dobrada para trás, policromia, técnica de borda em "zíper" |
| Terminações                   | kilim de faixas vermelhas ou policromáticas                                   | kilim, vermelho, amarelo, policromado                   | kilim, marrom, vermelho, azul listrado                           |
| Cores                         | manchas de vermelho de cochonilha do Nepal, azul, branco                      | sem vermelho de cochonilha, vermelho, amarelo           | vermelho de cochonilha                                           |

### Anatólia Ocidental
Como um grupo, os tapetes da Anatólia Ocidental geralmente exibem cores vermelhas e avermelhadas mais claras. Pontos brancos são proeminentes e pontos verdes e amarelos são vistos com mais frequência do que em tapetes em outras regiões da Anatólia. Os quadros geralmente são pintados de vermelho. As bordas são reforçadas em 3-4 fios de urdidura. As extremidades do tapete geralmente são protegidas por tecido plano que contém um pequeno enfeite de tecido em forma de flor.
- Istambul é a maior cidade da Turquia. Durante o século XIX, as fábricas da corte de Topkapı, Üsküdar e Kum Kapi produziram tapetes de seda em desenhos "safávida-osmânicos" seguindo o modelo do século XVI, usando armênios — nas áreas de tecelões de Caiseri e Sivas — e persas. Kum Kapi era, no século XIX, o bairro armênio de Istambul. O nó assimétrico era utilizado para tecer. Os tapetes de seda produzidos lá eram frequentemente tecidos com fios de prata e ouro. Dois dos tecelões de design mais importantes foram Zareh Penyamian e Tossounian. Zareh é conhecido por seus tapetes de oração, que geralmente incluem o formato de "cabeça soldada" dos mirabes, faixas de nuvens no campo de oração, padrões de palmeiras e arabescos e inscrições do Alcorão; ele também assinava quase todos os tapetes. Tossounian fez tapetes de seda com fios longos, cores vivas e acabamentos em vermelho. O design era inspirado em tapetes de animais persas do tipo "Sanguszko". As cores eram muito elaboradas: carmim vermelho, verde jade, amarelo e índigo escuro brilhante.[83]

- Hereke é uma cidade costeira a 60 km de Istambul, na Baía de Izmit. Uma oficina de tecelagem foi criada em 1843, construída pelo sultão Abdul Mejide I. No início, produzia apenas para a corte otomana, que encomendava tapetes para a construção recém-concluída do Palácio Dolmabahçe. A fabricação de tapetes começou em 1891, com a presença de mestres artesãos de Sivas, Manisa e Ladikse. Os tapetes Hereke são conhecidos por seu tecido fino. Foram utilizados fios de seda e lã fina, ocasionalmente fios de ouro, prata ou algodão. Os tapetes da corte de Hereke mostram uma grande variedade de cores e desenhos, e os modelos medalhão dos antigos tapetes de Uxaque foram reutilizados. Originalmente, o termo "tapete Hereke" se referia apenas aos produtos da oficina desta cidade, mas com o tempo tornou-se uma empresa comercial para qualquer tapete de alta qualidade e tecido com um design semelhante.[83][84]

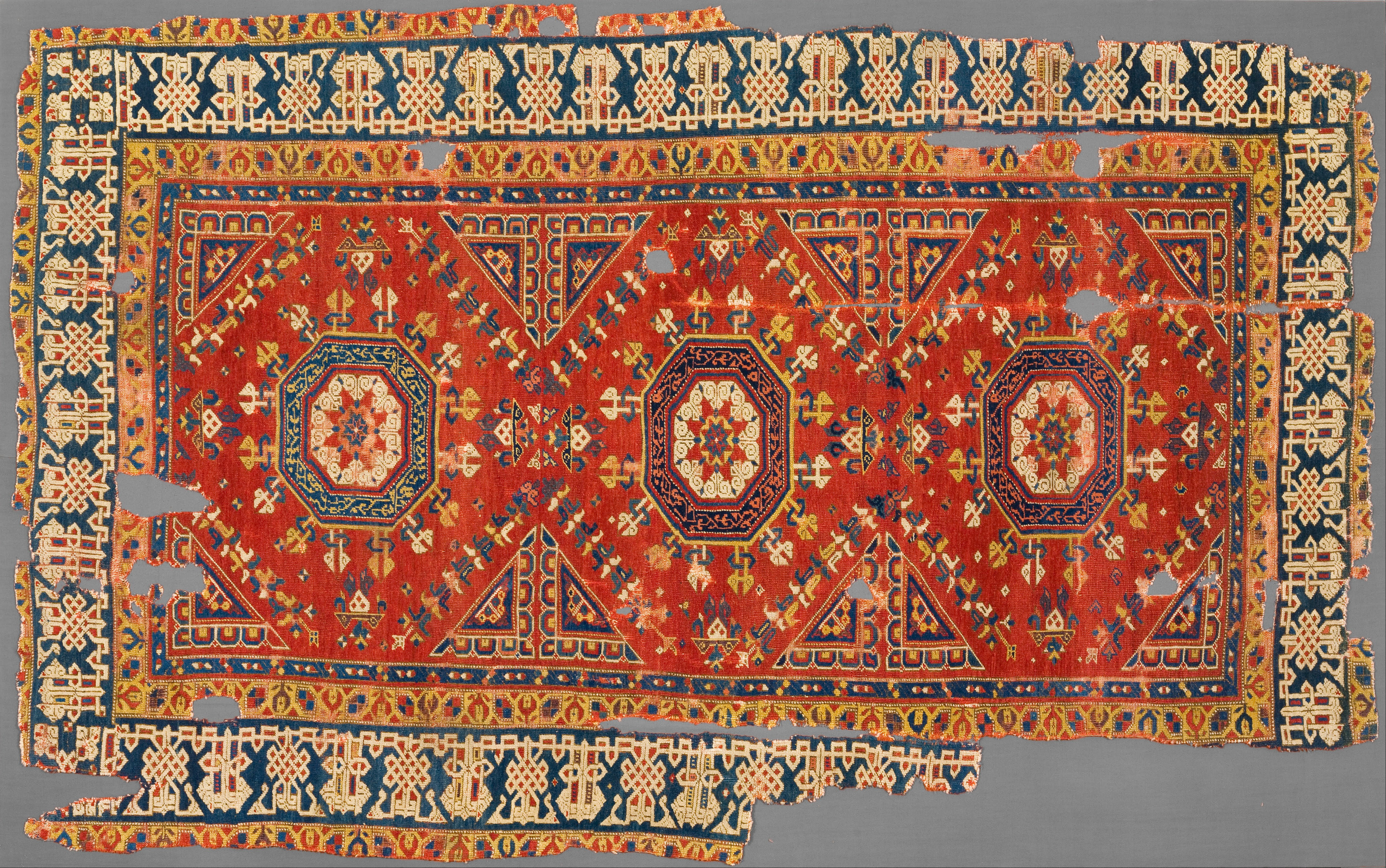
Tapete do tipo "grande padrão de Holbein"

- Bergama é a capital de um distrito da província de Izmir, no noroeste da Turquia. Como se fosse um mercado para as aldeias vizinhas, o nome de Bergama é usado como empresa comercial. A história da tecelagem de tapetes em Bergama provavelmente remonta ao século XI. Eles sobreviveram a essa data desde o início do século XV. O tipo mais conhecido de carpete tecido para exportação atribuído à região de Bergama,[85] é o chamado "grande padrão de Holbein", ou Holbein Tipo III. Um descendente tardio do de grande desenho de Holbein, geralmente visto nos tapetes de Bergama, chamado de "4 + 1" ou "quincunxial", com um grande medalhão quadrado central cercado por quatro quadrados menores. Também os tapetes antigos de Anatólia, encontrados nas igrejas da Transilvânia, foram tecidos em Bergama.[86] Esses tapetes geralmente têm grandes temas geométricos — do tipo "caucasiano" — ou mais temas florais, estilizados em desenho retilíneo — do tipo "turco" —. Eles usam esquemas de cores típicos da Anatólia Ocidental com detalhes em vermelho escuro, azul e branco.[83] Os tapetes feitos por moradores e camponeses na área de Bergama às vezes mostram um nó mais grosso com desenhos ousados e muito estilizados com cores azuis, vermelho e branco em contraste.[83][84]

- Kozak é uma cidade localizada ao norte de Bergama, na província de Izmir, no noroeste da Turquia. Por estrutura e cores, eles pertencem ao grupo Bergama. São tapetes de pequeno formato que mostram desenhos geométricos, muitas vezes adornados com ganchos trançados, que se parecem muito com desenhos caucasianos.[83]

- Yagcibedir não é um nome de cidade, mas uma marca para um tipo de tapete tecido na província de Balikesir, na região de Mármara. Esses tapetes são caracterizados por sua alta densidade de nós (1000-1400 por metro quadrado) e cores esmaecidas. Eles mostram padrões geométricos em vermelho escuro, marrom e azul escuro. Por causa de seus tecidos finos, cores e design, eles se parecem com tapetes de desenhos de "fundo branco" e são tecidos principalmente por pessoas descendentes de circassianos e turcomenos que emigraram para essa área.[83]

- Chanacale está localizado na borda leste dos Dardanelos, perto das antigas vilas troianas ao sul de Chanacale. Eles mostram quadrados grandes, losangos ou polígonos em seus campos e cores fortes, como vermelho escuro, azul escuro brilhante, amarelo e branco açafrão. Aivajeque é uma vila no sul de Chanacale e Ezine, perto das ruínas de Assus e Troia. Os tapetes são do tipo Bergama. Desde 1981, a iniciativa de tapetes DOBAG organiza oficinas em pequenas aldeias de Aivajeque, que produzem tapetes com desenhos tradicionais e com corantes naturais. A iniciativa também tem oficinas na área de Iunteda, perto de Bergama, onde descendentes de turcomenos tecem tapetes ásperos e grandes, com desenhos em grande parte geométricos. Desenhos florais ou de tapete de oração são incomuns.[83]

- A área entre Balequessir e Esquixequir é habitada principalmente por uma tribo turca chamada karakecili. Os tapetes são geralmente menores, com cores vivas de vermelho brilhante, azul claro, branco e verde pálido. O uso de pelos de cabra para urdiduras remonta às origens nômades da tribo. O design é geométrico, geralmente combinado com padrões florais estilizados. As bordas às vezes contêm fileiras de cordas, assim como aparecem de forma mais elaborada nos tapetes da Transilvânia.[83]

- Bandirma é a capital da província à qual deu seu nome. A cidade está localizada na costa do mar de Mármara. Desde o século XIX, os tapetes intricadamente tecidos foram produzidos principalmente no design de tapetes de oração. A base onde algodão e o tecido de lã e seda são finamente atados caracterizam o tapete Bandirma como um produto da fabricação de cidade. A produção diminuiu no final do século XIX, com seda inferior ou artificial e algodão mercerizado. O nome da cidade e região é frequentemente usado hoje em dia para imitações baratas vendidas por outros fabricantes.[83]

- Gördes está localizada a cerca de 100 km a nordeste de Izmir. Os tapetes começaram a ser produzidos no século XVI. Seus modelos, em grande parte florais e estilizados, remontam aos desenhos florais otomanos dos séculos XVI e XVII. A borda principal é composta por fileiras de três romãs, dispostas como flores em grupos de três, unidas por suas hastes. Típico também é uma borda larga de sete listras (sobokli). Gördes é famosa principalmente por seus tapetes nupciais e de oração. As formas dos nichos mirabe variam de arcos simples a pilares arquitetônicos artísticos, com uma barra horizontal retangular sobre eles. As cores típicas são vermelho cereja, rosa pastel, azul e verde, além de azul índigo escuro. Os primeiros tapetes do tipo górdio têm uma cor mais vívida. Desde o século XIX, algumas peças mostram pontos espaciais em algodão branco e as cores, em geral, tornaram-se mais escuras.[83][87]

- Kula é a capital da província de Manisa e está localizada a cerca de 100 km a leste de Izmir, na estrada para Uxaque. Juntamente com Uxaque, Ladique e Bergama, pertence aos mais importantes centros de tecelagem de tapetes da Anatólia. Projetos de carpete de oração são comuns, com nichos mirabes de linhas retas. Outro design específico é chamado mazarlik ou "design de cemitério", que é um subtipo do "design de jardim". O esquema de cores particularmente triste, mas brilhante, fez com que um tipo de tapete nessa área fosse chamado de "Kömürcü Kula" ("queimador de carvão"). Uma combinação com bordas predominantemente amarelas é característica dos tapetes Kula.[87] Incomum para a Anatólia e também para tapetes orientais, o tipo de tapete chamado "Kendirli Kula" usa cânhamo em sua base. Vários tapetes da "Transilvânia" são atribuídos à área de Kula.[83][86]

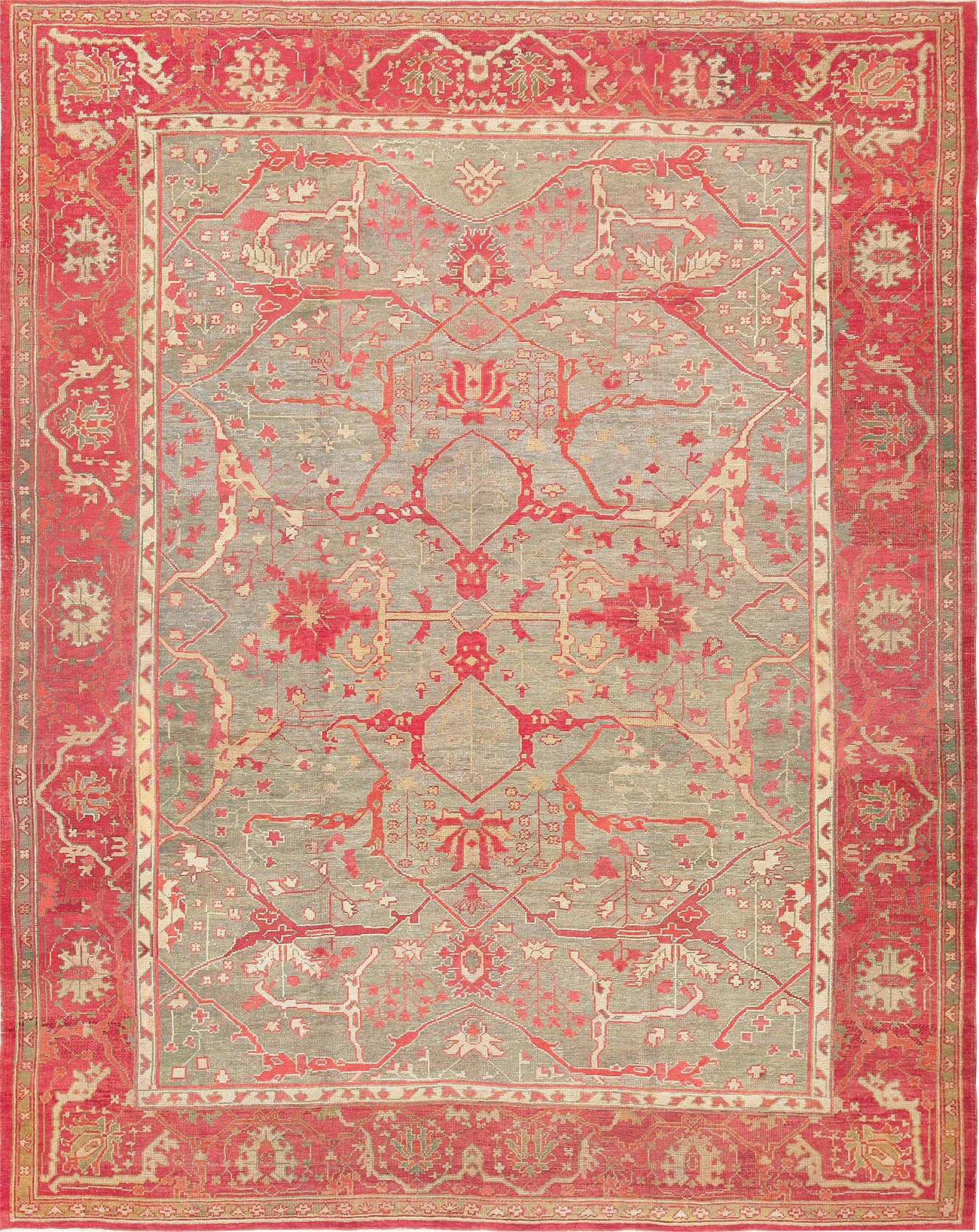
Borda e campo de tapete Usak com "faixa de nuvens", de design Mecidi

- Uxaque está localizado ao norte de Denizli na região do Egeu. É um dos centros de tapetes mais famosos e importantes. De acordo com sua estrutura e padrões, existem vários tipos de tapetes denominados tapetes Uxaque "estrela", "medalhão" e "de fundo branco". Frequentemente representados pelos pintores europeus durante o período renascentista, eles recebem frequentemente, como um termo de conveniência, o nome do pintor nas pinturas que foram identificados com os tapetes correspondentes. Os mais conhecidos são os tapetes Holbein e Lotto.[83]

- Os tapetes de Izmir são tecidos em torno da cidade hoje conhecida como Izmir. Seus "desenhos urbanos", mais elaborados e curvilíneos, distinguem os tapetes de Izmir dos produtos de outros centros da Anatólia. Ornamentos individuais estão diretamente relacionados aos tapetes otomanos da "corte". Em particular, as bordas principais contêm cartuchos alongados, como os vistos nos tapetes da "Transilvânia".[83][87]

- Milas está localizado na costa sudoeste da região do Egeu. Desde o século XVIII, os tapetes são predominantemente tecidos lá, com um design de tapete de oração e mirabes característicos. Outros tipos incluem os tapetes "Ada (ilha) Milas" da área de Karaova, com polígonos verticalmente sinuosos em seus campos, e o estranho "medalhão Milas", principalmente ouro amarelo sobre fundo vermelho. Suas bordas geralmente mostram decorações em forma de estrela compostas por ornamentos em forma de seta que apontam para o centro. Projetos semelhantes também são encontrados em tapetes caucasianos. As cores mais usadas são violeta pálido, amarelo quente e verde pálido. A base do painel de campo geralmente é vermelha.[87]

- Mégrit está localizada na costa sul da Turquia, de frente para a ilha de Rodes. Em 1923 voltou a ser chamada de Fethiye novamente. Os tapetes de Mégrit geralmente mostram uma divisão do campo interno em três outros campos longos, com motivos florais inscritos. Também podem ser vistos desenhos de tapetes de oração com faixas escalonadas. As cores típicas são amarelo, vermelho brilhante, azul claro e azul escuro e branco. Os tapetes Mégrit também são vendidos sob o nome de Milas, e às vezes é difícil diferenciar esses dois produtos da fabricação de cidade.[83]

- Isparta, na Pisídia, emergiu como um novo centro de produção de tapetes da Anatólia no final da década de 1880. A cidade, até então conhecida por sua produção de rosas, se transformou em um centro competitivo de tecelagem de tapetes com significativa atividade de exportação. Um papel importante nesse desenvolvimento foi desempenhado pelos fabricantes de tapetes orientais,[88] uma das maiores empresas ativas nesse campo, que compraram os tapetes em um sistema baseado em monopólio, enquanto também forneciam aos tecelões material primário, como fios tingidos; e com assistência técnica, nomeadamente pessoal especializado, capaz de melhorar os processos e os produtos finais. Os tapetes Isparta eram de qualidade padrão, o que aumentava seu valor e demanda comercial. Sua principal característica era a trama de algodão e o uso de nós assimétricos.[89] Muitos deles pertenciam ao tipo de tapete de oração, com padrões triangulares que lembram um mirabe. O tapete do tipo Isparta, considerado por Kahramanos, um produto padronizado do século XIX, é tecido com fios de fita dupla e com um número menor de nós; seus padrões iniciais imitavam os estilos populares da Ásia Menor, particularmente os de Usak, com um medalhão central, cantos decorados e cores vivas. Logo, eles passaram a seguir o estilo persa, que se mostrou muito mais popular nos mercados ocidentais, particularmente no dos Estados Unidos.[90] Mais tarde, nas décadas de 1920 e 1930, eles seguiram os padrões de Sarouk.[89] Inicialmente, os fios foram tingidos com corantes naturais à base de plantas, mas logo, como em outros lugares, passaram a ser tingidos quimicamente. A lã original no tecido de lã foi substituída por uma combinação de lã de cordeiro para a trama e algodão ou linho para a urdidura.[91][92] A produção de carpetes em Isparta seguiu as soluções tecnologicamente inovadoras da época, como a mencionada substituição de corantes naturais por corantes químicos, que eram mais baratos.[93] As anilinas quimicamente preparadas usadas no início mostraram-se inconsistentes, mas logo a química forneceu novos corantes sintéticos com cores estáveis e padronizadas; isso tornou a reprodução do mesmo padrão repetidamente possível. O uso de papel milimétrico para projetar os padrões permitiu que os trabalhadores reproduzissem exatamente em todos os seus detalhes.[94] A tecelagem de carpetes de Isparta sofreu um duro golpe após a expulsão da população ortodoxa grega em 1922, mas Isparta permaneceu como um centro de lavagem e acabamento de carpetes até hoje.

### Anatólia Central
A Anatólia Central é uma das principais áreas de produção de tapetes na Turquia. Os centros de tecelagem regionais com diferentes desenhos e tradições são:

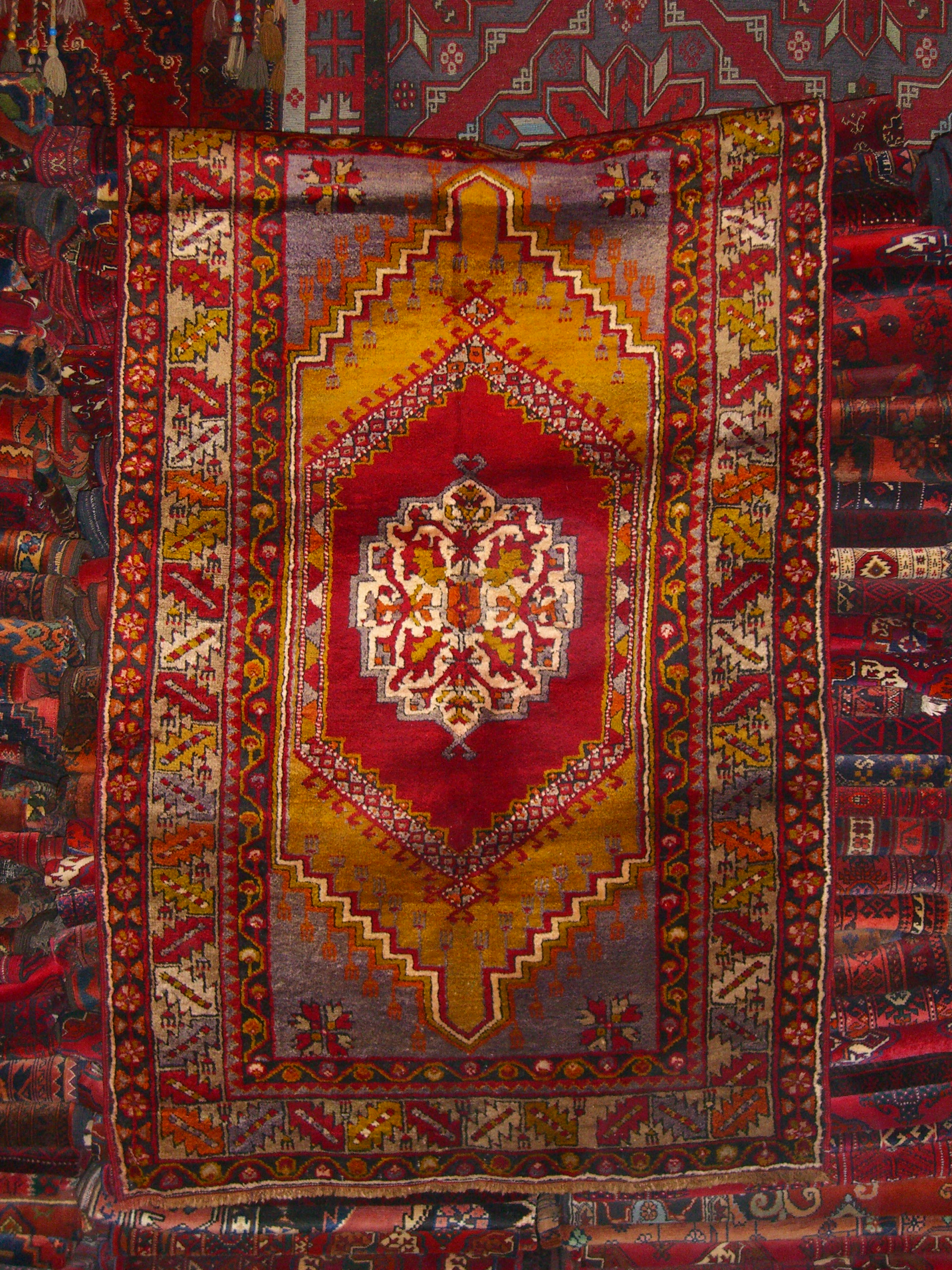
Tapete de oração de nicho duplo na Anatólia Central

- A cidade de Cônia é a antiga capital do Sultanato de Rum de Rum durante a dinastia Seljúcida. O Museu Mevlana em Cônia possui uma grande coleção de tapetes da Anatólia, incluindo alguns dos fragmentos que estavam nas mesquitas de Alaeddin e Eşrefoğlu. Os tapetes de manufatura da Cônia geralmente mostram um desenho elaborado de tapete de oração, com um campo vermelho brilhante de cores grosseiramente monocromáticas. Os tapetes "Cônia-Derbente" costumam ter dois medalhões florais no campo sob o mirabe. A tradição do tapete "Konya-Selçuk" utiliza um fino medalhão octogonal no meio do campo, com três formas geométricas opostas coroadas por tulipas. Uma borda principal larga e ornamental com padrões de filigrana detalhados ladeados por duas bordas secundárias com videiras e flores sinuosas também é típica. Os tapetes "Keçimuslu" são frequentemente vendidos como tapetes de Cônia e mostram um campo vermelho brilhante semelhante, mas com cores de destaque nas bordas principais verdes.[84][95]

- Os tapetes Cônia-Ladique mostram desenhos de tapete de oração. Seus campos são principalmente em vermelho brilhante, com desenhos de mirabe escalonados. Em frente, e às vezes acima, o nicho de oração são aguiazinhas menores. Os frontões são geralmente organizados em grupos de três, cada frontispício decorado com um ornamento de tulipa geométrico estilizado. As tulipas geralmente são mostradas com a face para baixo na extremidade inferior do nicho de oração. Os enjutas são geralmente amarelos e mostram ornamentos de jarro de água. O design "Ladik sinekli" também é específico para Ladique. Em um campo branco ou creme, há uma infinidade de pequenos ornamentos pretos são arranjados, que se assemelham a "moscas". Os tapetes "Innice" se assemelham aos tapetes Ladique no uso de ornamentos de tulipas e o campo vermelho arrojado complementado pela base verde-clara dos enjutas. Os tapetes “Obruk” mostram o design e as cores típicas dos de Cônia, mas seus ornamentos são mais arrojados e estilizados, semelhantes às tradições dos Yürük, tecelões desta cidade. Às vezes, os tapetes Obruk também são vendidos em Caiseri.[84][95]

- Os tapetes da Caiseri se distinguem por seu tecido fino que caracteriza produção industrial, que prevalece nessa área. Os tapetes são feitos principalmente para exportação e repetem desenhos de outras regiões. Lã, seda e seda artificial são usadas. Os principais produtos dos fabricantes Caiseri estão muito próximos dos de Hereke e Kum-Kapi. Ürgüp, Avanos e İncesu são aldeias da Capadócia.[83][84][95]

- Os tapetes de Avanos, muitas vezes em design de tapete de oração, são diferenciados por seu tecido denso. Como regra geral, um pendente elaborado representando uma lâmpada de mesquita ou um amuleto de proteção triangular ("mosca") pendurado no nicho de oração adorna o campo. Os nichos de oração são frequentemente escalonados ou desenhados nas laterais na forma clássica de "cabeça e ombros". O campo geralmente é vermelho vivo e cercado por bordas finas. O tecido fino permite padrões ornamentais elaborados, que facilitam a identificação do tapete Avanos entre outros tapetes.[83][84][95]

- Os tapetes Ürgüp se distinguem por suas cores. O marrom dourado é dominante, eles geralmente parecem alaranjados e amarelos. Um medalhão dentro de outro é frequentemente colocado no campo, que é da cor típica "vermelho Ürgüp", decorado com temas  florais. As palmas enchem os medalhões dos cantos e as bordas principais. A borda secundária mais externa geralmente possui merlões recíprocos.[83][84][95]

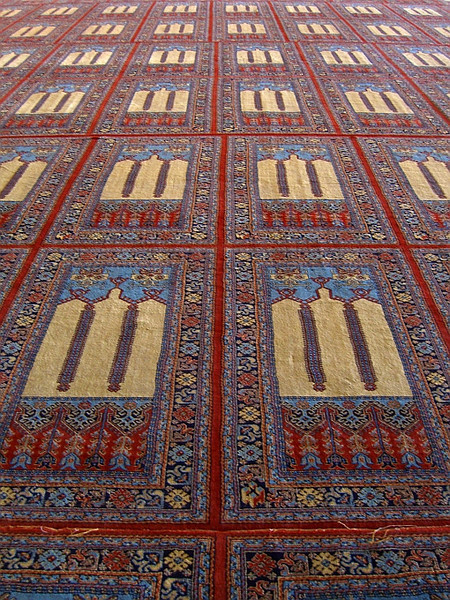
Tapete de "oração de nicho múltiplo", ou saph na Mesquita Azul de Istambul

- Os tapetes de Kırşehir, Mucura e Ortaköy estão intimamente relacionados e não se distinguem facilmente um do outro. Os desenhos de oração e medalhões são tecidos, assim como os desenhos de jardins (mazarliko "cemitério"). As cores azul turquesa pálido, verde pálido e rosa prevalecem. Os tapetes Ortaköy mostram um ornamento central hexagonal, que geralmente inclui um design cruciforme. As bordas mostram cravos estilizados dispostos em uma fileira de compartimentos quadrados. Os tapetes Mucura têm um design escalonado de "nicho de oração dentro de outro nicho de oração", com contrastes de vermelho claro e cores índigo e separados por contornos amarelos. As arestas são compostas por linhas de quadrados preenchidos com diamantes geométricos ou modelos romboides. Mucura e Kırşehir também são conhecidos por seus tapetes de "oração de nicho múltiplo", ou saph.[83][84][95]

- Niğde é o grande mercado para muitos tapetes tecidos nas aldeias vizinhas que são vendidos com a assinatura de Niğde. Se for um tapete de oração, o nicho e as barras são geralmente altos e estreitos. Além disso, o campo central não é substancialmente maior que a borda principal. Os ornamentos típicos de Taspinar são medalhões centrais alongados, quase ogivais e as cores dominantes são vermelho quente, azul e verde claro. Os tapetes Fertek se distinguem por seus simples ornamentos florais. O campo principal geralmente não é separado da borda principal, como de costume, mas por uma borda secundária menor. A borda secundária mais externa geralmente possui formas de muralhas. A composição de cores geralmente contém vermelhos suaves, verde-oliva escuro e azul. Os tapetes de Maden usavam vermelho de cochonilha em seus campos principais, estreitos e finos, como os típicos dos tapetes Niğde. A base de sua borda principal é frequentemente tingida de marrom corrosivo, o que causa a deterioração dos tapetes nas áreas tecidas com esta linha e produz um efeito de relevo. Yahali é um centro regional e um mercado para os seus arredores. Os tapetes nessa região geralmente têm um medalhão central hexagonal, com enfeites de gancho duplo nos campos e cravos na borda principal.[83][84][95]

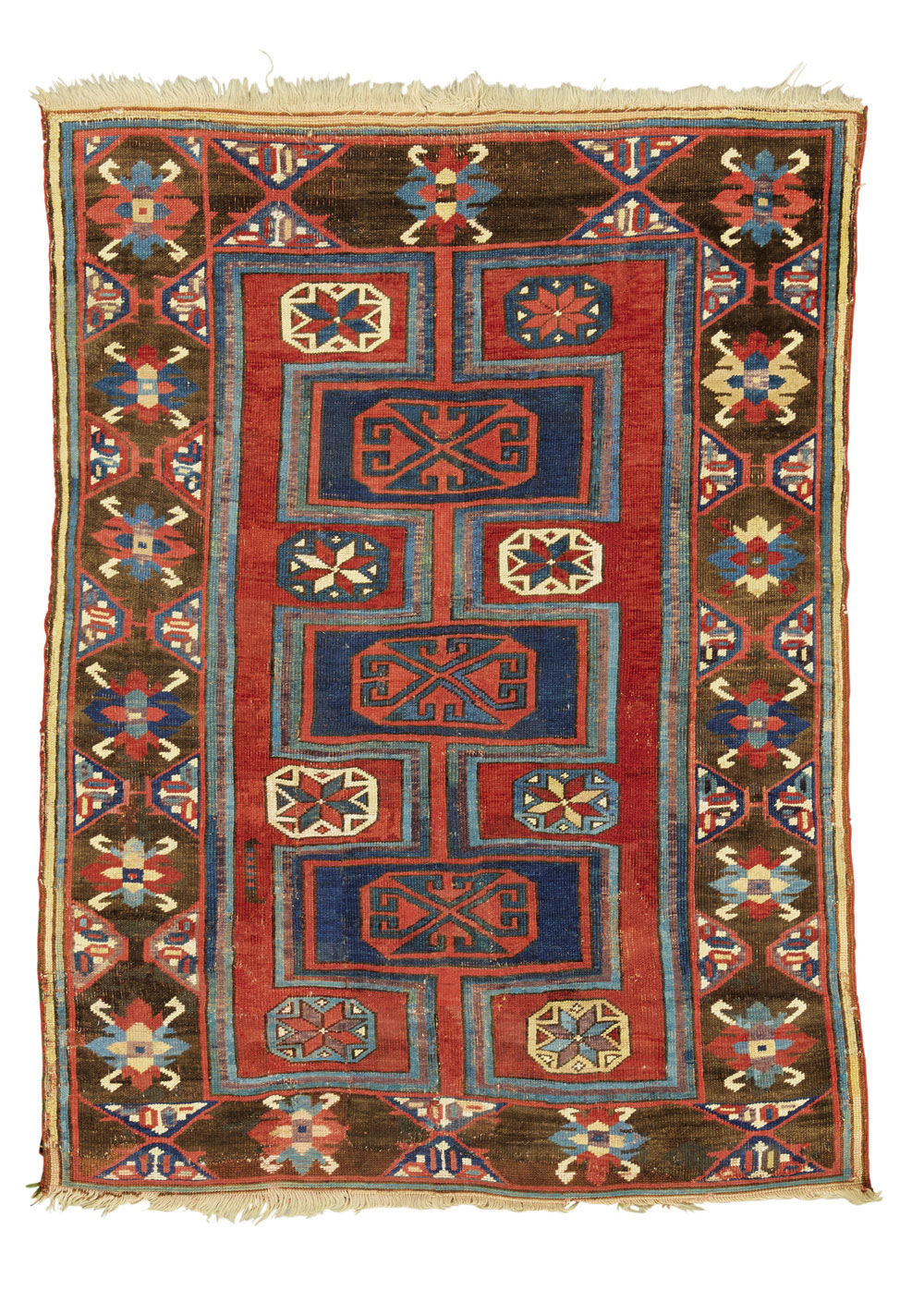
Tapete de Karapinar

- Os tapetes de Karapinar e de Caramânia pertencem geograficamente à área de Cônia, mas seu design é mais semelhante aos tapetes tecidos na área de Niğde. O design de alguns tapetes de Karapinar mostra semelhanças, mas não está relacionado aos tapetes turcomanos, já que três colunas coroadas por ganchos duplos geralmente formam o nicho de oração. Os enfeites opostos de "gancho duplo" preenchem as colunas nos tapetes de Karapinar e de Caramânia. Outro tipo de design que é frequentemente visto nos campos dos tapetes de Karapinar consiste em padrões geométricos hexagonais primários dispostos um acima do outro, em vermelho, amarelo, verde e branco fracos.[83][84][95]

- Sivas, Zara e Kangal, as fábricas estatais, algumas delas organizadas como escolas de tecelagem, produzem tapetes para Sivas. O design imita tapetes de outras regiões, especialmente desenhos persas. Os tapetes de Sivas tradicionais são diferenciados por seus densos fios aveludados em desenhos elaborados característicos de uma "fábrica de cidade". A borda principal geralmente consiste em fileiras de três cravos, unidos por um caule. Zara, 70 km a leste de Sivas, possui uma colônia de tecelões da Armênia que produz tapetes com um design característico composto por fileiras de listras verticais que se estendem por todo o campo. Cada faixa é repleta de arabescos florais elaborados. Os fios são  aparados curtos, para que modelos muito detalhados possam ser vistos claramente.[83][84][95]

### Anatólia Oriental
Atualmente, não podemos reconhecer projetos locais específicos em tapetes na região da Anatólia Oriental. Até o genocídio armênio de 1915, o leste da Anatólia tinha uma grande população armênia, e às vezes os tapetes são identificados como de produção armênia por suas inscrições. Também faltam informações sobre a produção de tapetes curdos e turcos. Pesquisas na década de 1980 concluíram que a tradição do tecido quase desapareceu e informações mais específicas podem ter sido perdidas.

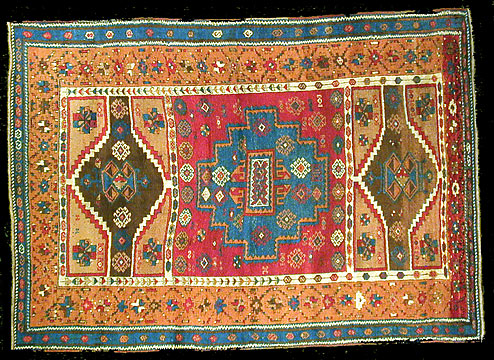
Tapete "Yörük-Teppich", região da Anatólia Oriental, por volta de 1880

- Carse é a capital da província de Carse, nordeste da Anatólia. Os tapetes produzidos na cidade são semelhantes aos tapetes caucasianos, com cores mais fracas. Carse também é usado como uma assinatura, relacionada à qualidade do tecido. Os tapetes de menor qualidade tecidos nesta região são às vezes chamados de tapetes "Hudute" — ou seja, fronteira —, pois são tecidos na área da fronteira entre Turquia, Irã, Armênia e Geórgia. Os desenhos típicos se assemelham muito às regiões caucasianas vizinhas. Os tapetes de Carse mostram o design "Kasak", como visto nos tapetes de Fachralo, Gendje e Akstafa, mas sua estrutura e materiais são diferentes. Os tapetes de Carse ou Hudute às vezes têm pelo de cabra.[84]

Outros tapetes no leste da Anatólia em geral não são atribuídos a um local específico, mas são classificados de acordo com sua origem tribal. Como as tribos curdas ou os Yörük, que viveram como nômades durante a maior parte de sua história, e tendiam a tecer desenhos tribais tradicionais, e não locais. Se um tapete com um design geral de Yörük pode ser atribuído a uma região específica — como os Yörük também vivem em outras regiões da Anatólia — o nome "Yörük" às vezes precede o nome regional. A região perto das cidades de Diarbaquir, Hakkâri e da província de Vã tem uma grande população curda. Nas cidades de Hakkâri e Erzurum, existem mercados para kilims curdos, tapetes e objetos menores, como berços, bolsas e enfeites para tendas.